# Castillo de Windsor

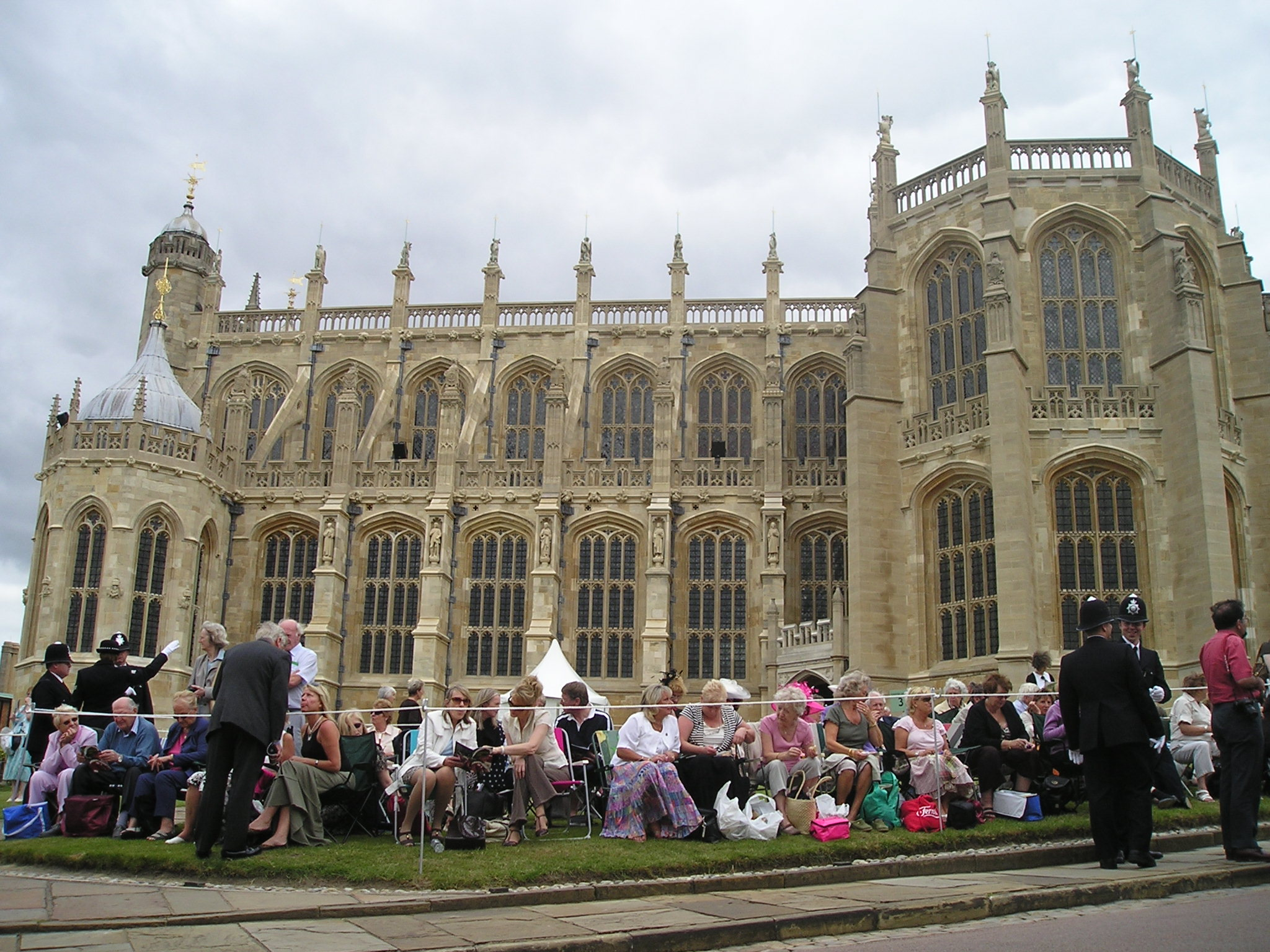
El público sentado ante la Capilla de San Jorge en la Ceremonia de la Orden de la Jarretera. El castillo de Windsor es una de las mayores atracciones turísticas del Reino Unido.

El castillo de Windsor es un palacio y residencia real situado en Windsor, en el condado de Berkshire, Reino Unido, notable por su antigua relación con la familia real británica y porque encarna casi un milenio de historia arquitectónica.
El castillo original se construyó en el siglo XI, tras la conquista normanda de Inglaterra por Guillermo I el Conquistador. Desde tiempos de Enrique I de Inglaterra (r. 1100-1135) ha sido habitado por todos los monarcas británicos, hecho que lo convierte en la segunda residencia real europea de ocupación más antigua solo superado por el Real Alcázar de Sevilla. Algunas de sus lujosas estancias, como los «Apartamentos de Estado», son arquitectónicamente muy interesantes y han sido descritas por el historiador Hugh Roberts como «una secuencia magnífica e inigualable de habitaciones ampliamente reconocidas como la mejor y más completa expresión del estilo del periodo georgiano tardío». El castillo incluye la Capilla de San Jorge, del siglo XV, considerada por el historiador John Robinson como uno «de los logros supremos del diseño del gótico perpendicular inglés».
Esta fortificación fue diseñada originalmente sobre una mota y con tres murallas en torno a un montículo central para servir como baluarte de los conquistadores normandos en las afueras de Londres y dominar una zona estratégicamente importante del río Támesis. Su fábrica fue gradualmente sustituida por piedra, y a comienzos del siglo XIII sufrió un largo asedio durante la primera guerra de los Barones (1215-1217). Enrique III construyó un lujoso palacio real dentro del recinto a mediados de ese siglo y Eduardo III fue más allá con la reconstrucción del palacio, que creó un conjunto mayor de edificios que se convertiría en «el proyecto arquitectónico secular más caro de toda la Edad Media en Inglaterra». El núcleo de la obra de Eduardo pervivió hasta el período Tudor (siglo XVI), cuando Enrique VIII e Isabel I le dieron al castillo un uso mayor como corte real y centro de entretenimiento diplomático.
El complejo sobrevivió al turbulento período de la guerra civil inglesa, en que fue usado como cuartel militar por las fuerzas parlamentarias y como prisión de Carlos I. Durante la Restauración de los Estuardo, Carlos II reconstruyó gran parte del castillo con ayuda del arquitecto Hugh May y creó una serie de extravagantes interiores barrocos que todavía hoy causan admiración. Tras un período de negligencia en el siglo XVIII, los reyes Jorge III y Jorge IV renovaron y reconstruyeron el palacio de Carlos II sin reparar en gastos para producir el diseño de los actuales Apartamentos de Estado, engalanados en estilo rococó, gótico y barroco. La reina Victoria realizó cambios menores en el castillo, que empleó como centro de entretenimiento real durante gran parte de su extenso reinado en el siglo XIX. El castillo de Windsor también sirvió como refugio de la familia real durante los intensos bombardeos de la Segunda Guerra Mundial y sobrevivió a un incendio en 1992. En la actualidad en el castillo de Windsor viven y trabajan más de quinientas personas, es una atracción turística muy popular, sede de visitas de Estado y era el hogar de fin de semana preferido por la reina Isabel II del Reino Unido, siendo su última residencia oficial permanente desde 2021. Sus instalaciones incluyen la Biblioteca Real, famosa por sus colecciones de dibujos de Leonardo da Vinci y Miguel Ángel Buonarrotti.

### 

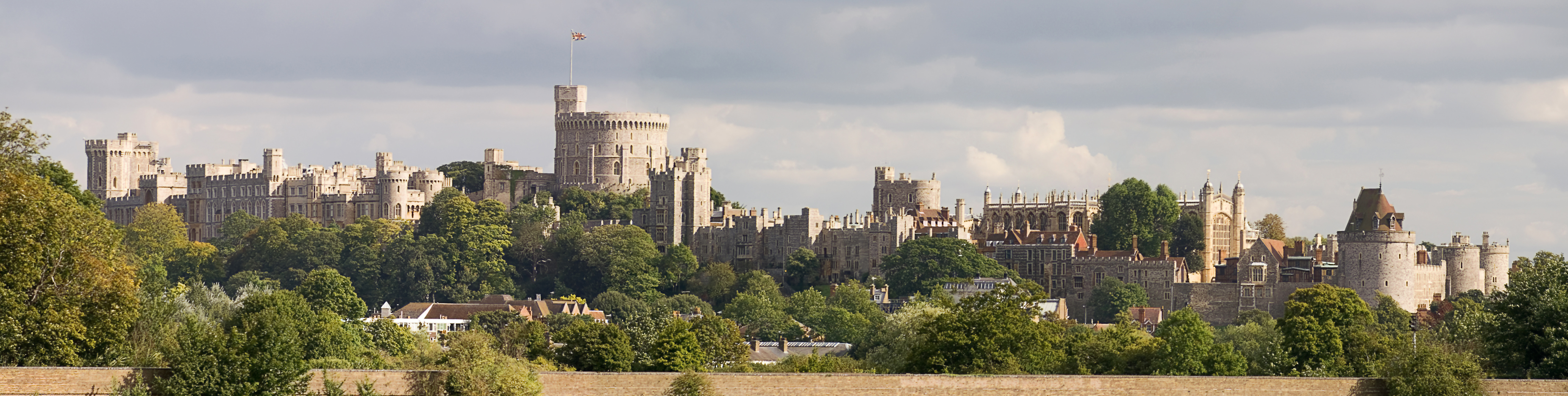
El castillo de Windsor visto desde el norte. De izquierda a derecha, los recintos superior y central, la Torre Redonda, la Capilla de San Jorge y el recinto inferior.

## Arquitectura

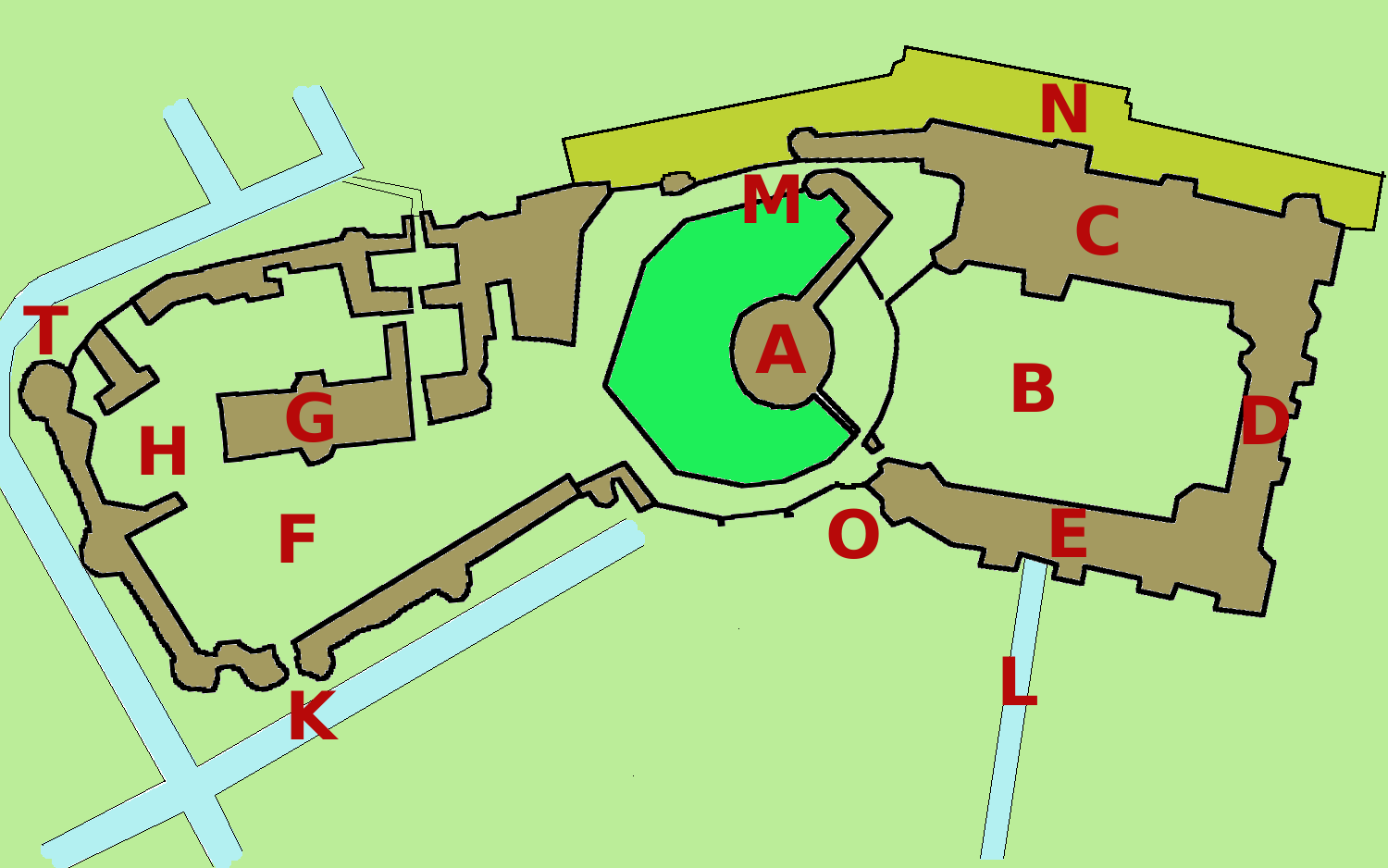
Plano del castillo de Windsor:

El castillo de Windsor ocupa un área de más de cinco hectáreas y combina elementos de fortificación, de palacio y de pueblo pequeño. El conjunto actual es fruto de diversas fases constructivas que culminaron en los trabajos de reconstrucción que se hicieron debido al grave incendio de 1992. En esencia es un diseño de estilo georgiano y victoriano sobre una estructura medieval, con toques góticos reinventados en un estilo moderno. Desde el siglo XIV la arquitectura del castillo ha intentado crear una reinterpretación contemporánea de estilos y tradiciones del pasado, para lo que ha imitado repetidamente estilos antiguos o pasados de moda. El resultado ha llevado al arquitecto sir William Whitfield a afirmar que la arquitectura de este castillo tiene «una cualidad de cierta ficción», pues el diseño pintoresco y gótico genera «un sentido de escenografía teatral», y ello a pesar de los esfuerzos de fines del siglo XX por recuperar muchas de las estructuras antiguas y dotarlo de mayor autenticidad. Aunque han sido criticadas, la arquitectura del castillo y su historia le dan «un lugar entre los mejores palacios europeos».

### Recinto central
En el corazón del castillo de Windsor se halla el Recinto Central, amurallado en torno a una mota castral o colina artificial en el centro mismo del recinto. La mota tiene quince metros de altura y está hecha de piedra caliza excavada originalmente del foso circundante. La torre del homenaje que se levanta sobre ella, llamada Torre Redonda, se construyó sobre un edificio anterior del siglo XII que fue remodelado por el arquitecto Jeffry Wyattville a comienzos del siglo XIX para hacerlo nueve metros más alto y darle así un aspecto y silueta más imponentes. El interior de esta Torre Redonda fue remodelado entre 1991 y 1993 para conseguir mayor espacio para los Archivos Reales, finalidad para la que se creó una nueva habitación en el espacio hueco creado por la ampliación de Wyattville. Esta torre en realidad no es cilíndrica debido a la forma de la mota sobre la que se levanta y su altura ha recibido críticas por no estar en proporción con su anchura. El arqueólogo Tim Tatton-Brown, por ejemplo, describe su aumento de altura como una mutilación de la estructura medieval original.
En la actualidad está abierto el acceso occidental del Recinto Central y una puerta de entrada conduce hacia la Terraza Norte desde este recinto. Al este se sale por la Puerta Normanda, que en realidad data del siglo XIV y cuenta con una alta bóveda decorada con esculturas entre las que se encuentran tallas medievales de leones y símbolos tradicionales de majestad que forman una entrada impresionante al Recinto Superior. Wyattville rediseñó el exterior de esta puerta y su interior fue después profundamente remodelado, durante el siglo XIX, para su uso residencial.

### Recinto superior

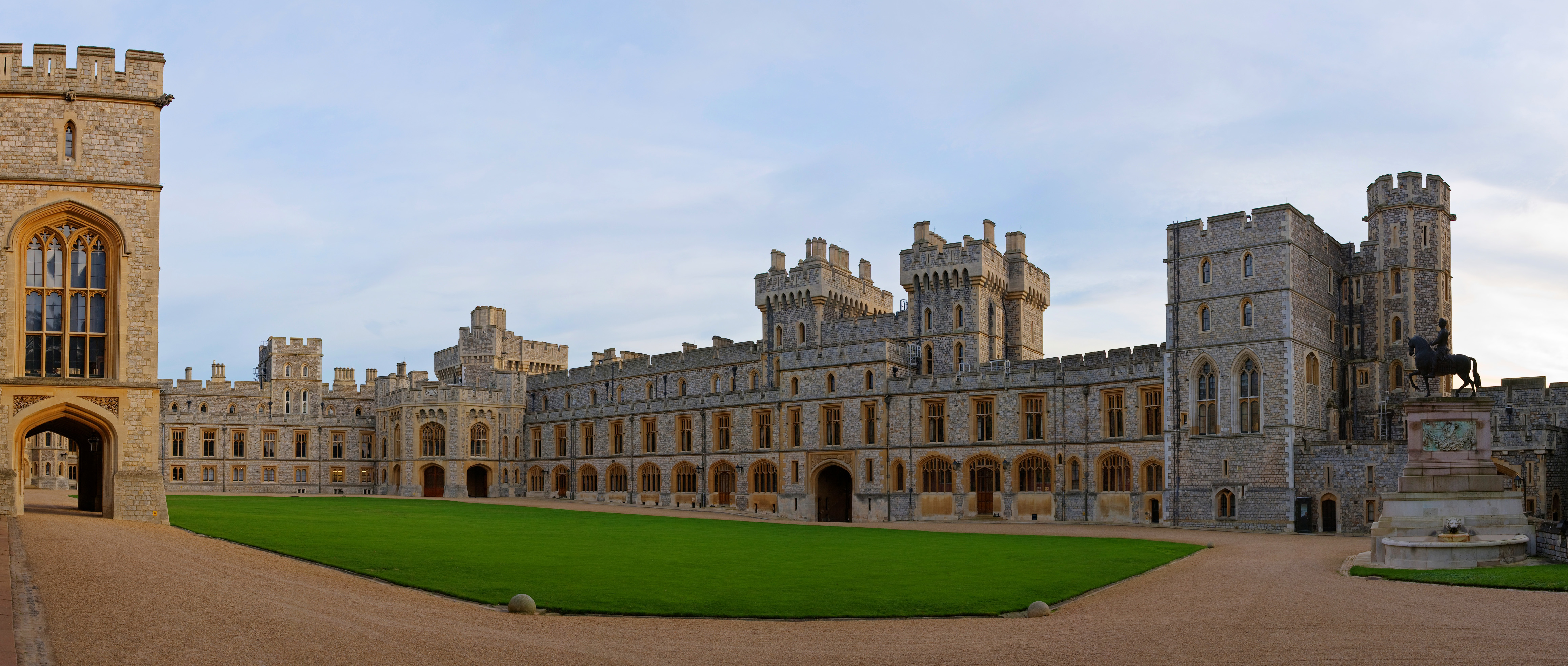
Recinto Superior del castillo de Windsor. A la izquierda se ve la entrada oficial a los Apartamentos de Estado.

El recinto superior del castillo de Windsor comprende varios grandes edificios rodeados por la muralla superior y formando un cuadrángulo central. Los Apartamentos de Estado se distribuyen en el lado norte del recinto, al este diversas estancias, al sur los apartamentos privados reales y la Puerta del Rey Jorge IV y en la esquina suroeste la Torre de Eduardo III. La mota y la Torre Redonda cierran el extremo oeste de este recinto. Ante la Torre Redonda se encuentra una estatua ecuestre de bronce del rey Carlos II. Inspirada en la estatua de Carlos I en Londres que creó Hubert Le Sueur, este monumento fue fundido por Josias Ibach en 1679 y tiene un pedestal decorado con relieves en mármol elaborados por Grinling Gibbons. El Recinto Superior es adyacente con la Terraza Norte, que mira hacia el río Támesis, y con la Terraza Este, con vistas a los jardines. Ambas terrazas fueron construidas por Hugh May en el siglo XVII.
Tradicionalmente este recinto superior se ha considerado «a todos los efectos, una creación del siglo XIX… la imagen de qué es lo que se pensaba a principios del siglo XIX que debía ser un castillo». Ello fue el resultado de los extensivos rediseños realizados por Wyattville durante el reinado de Jorge IV. Los muros del recinto superior están construidos con piedra de Bagshot cortada en sillares regulares y con detalles góticos en piedra amarilla de Bath. Los edificios se caracterizan por el uso de mortero con pequeños trocitos de piedra para proteger la unión de los sillares, técnica usada originalmente en el castillo en el siglo XVII para dar a los muros de las distintas épocas una apariencia homogénea. El perfil del Recinto Superior está diseñado para causar una impresión efectista al verse silueteado en el horizonte desde la distancia, con una imagen de altas torres y almenas, según el gusto del movimiento pintoresquista de fines del siglo XVIII. Los trabajos arqueológicos y de restauración posteriores al incendio de 1992 han mostrado la medida en que la estructura actual representa una supervivencia de elementos originales de los muros del siglo XII insertados en el contexto de la última remodelación de Wyattville.

#### Apartamentos de Estado

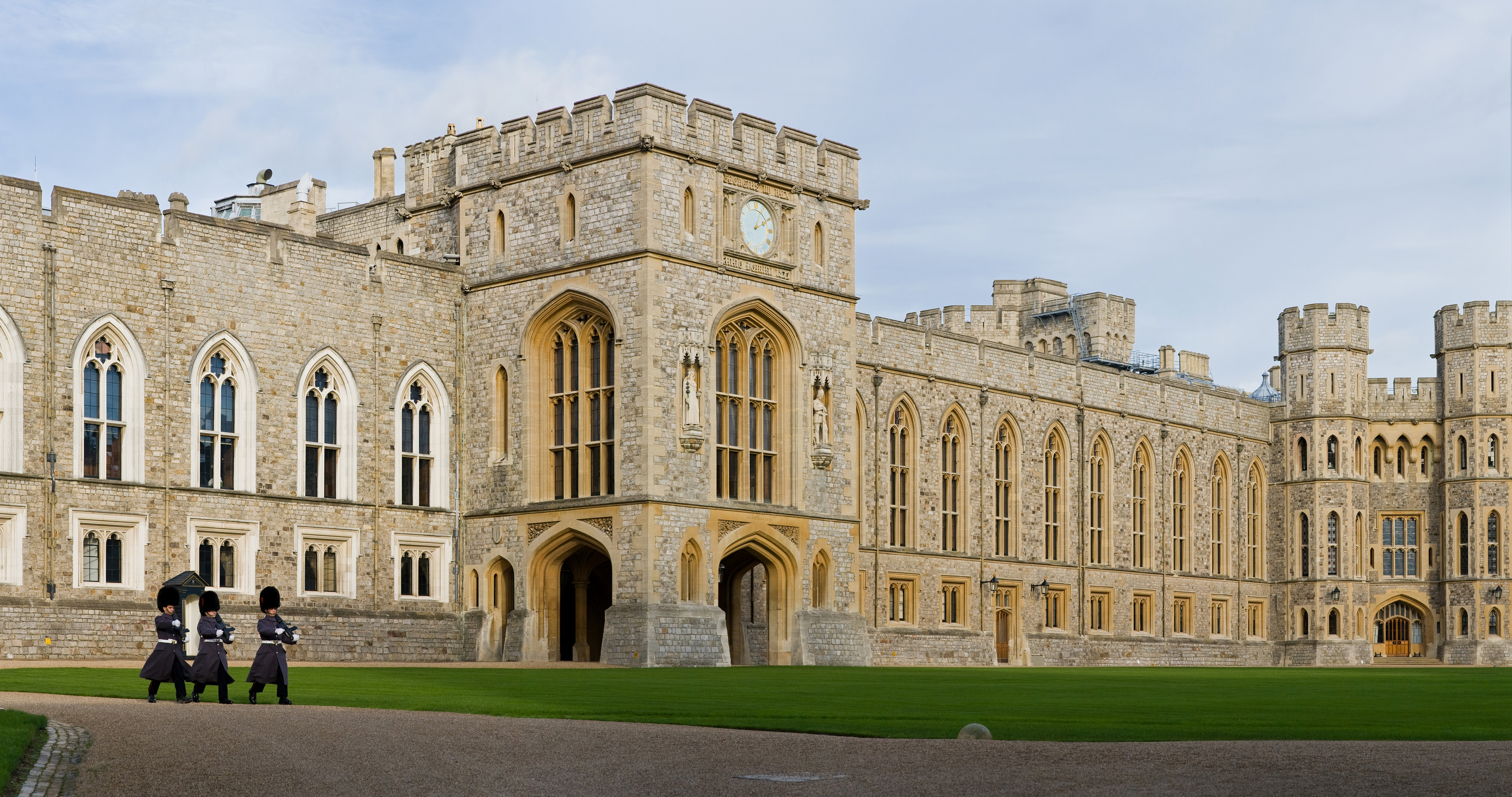
Los Apartamentos de Estado en el Recinto Superior. De izquierda a derecha, la entrada oficial, el Salón de San Jorge y la entrada de invitados.

Los Apartamentos de Estado ocupan la mayor parte del Recinto Superior, a lo largo del lado norte del cuadrángulo, donde los edificios modernos se asientan sobre los cimientos medievales construidos por Eduardo III. La planta baja alberga las estancias del servicio y bodegas, mientras que la parte principal del palacio se halla en la primera planta, que es de mucho mayor tamaño. Su extremo occidental es principalmente diseño del arquitecto Hugh May, mientras que el oriental representa la intervención de Jeffry Wyattville.
El interior de los Apartamentos de Estado fue diseñado en su mayor parte por Wyattville a principios del siglo XIX. Este arquitecto pretendió que cada estancia representara un estilo arquitectónico, con muebles y decoración a juego con cada período. Con algunas alteraciones a lo largo de los años, este concepto es el que domina en el aspecto de los apartamentos. Así, las diferentes habitaciones siguen los estilos clásico, gótico y rococó, junto con algunos elementos del gusto jacobino. En algunas de las cámaras del extremo oriental del castillo, que tuvieron que ser restauradas tras el incendio de 1992, se usaron métodos de «restauración equivalente», lo que quiere decir que se les devolvió su aspecto original pero con materiales y mejoras estructurales modernas que no son visibles para no alterar el aspecto de la decoración de siglos pasados. Estas estancias han recibido también un nuevo diseño, levemente distinto del anterior. El historiador del arte Hugh Roberts ha alabado los apartamentos de Estado porque son «una secuencia magnífica e inigualable de habitaciones, ampliamente reconocidas como la mejor y más completa expresión del gusto georgiano tardío». Otros, como el arquitecto Robin Nicolson y el crítico Hugh Pearman, opinan que son «claramente aburridas».

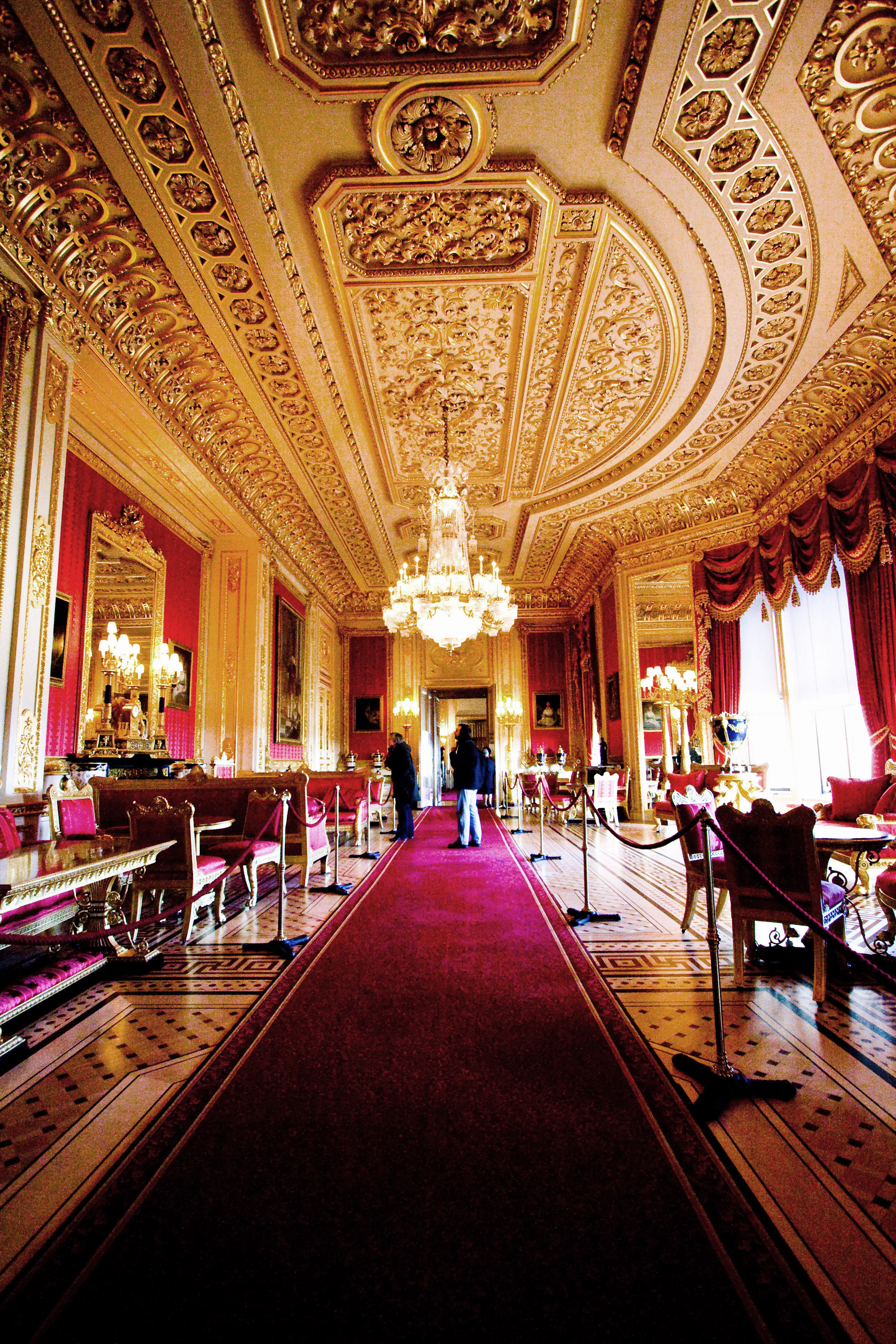
El Salón Carmesí en 2007, tras el incendio de 1992 y la posterior restauración.

La intervención más famosa de Wyattville son las habitaciones de estilo rococó. Estas estancias lucen la fluidez y aspecto lúdico de este movimiento artístico de mediados del siglo XVIII, con algunos elementos decorativos del estilo Luis XV proyectados a una escala «muy exagerada». Las investigaciones posteriores al incendio de 1992 han demostrado sin embargo que muchos aspectos rococó del castillo moderno, que se pensaban eran incorporaciones dieciochescas transferidas desde Carlton House o la propia Francia, son de hecho imitaciones decimonónicas en escayola y madera diseñadas para integrarse con los elementos originales. La Gran Sala de Recepción presenta el más destacado de estos diseños rococó, con sus 30 m de longitud y 12 m de altura que ocupan el espacio del gran salón de Eduardo III. Esta estancia, restaurada tras el incendio, se cierra con una airosa bóveda de estilo rococó francés, sobre la que Ian Constantinides, su restaurador en jefe, dice que deja «completamente eclipsado por su efecto de total espectacularidad cuando se mira desde lejos». La sala luce también tapices restaurados de la fábrica francesa de los gobelinos. El resultado, aunque decorado con menos pan de oro que a principios del siglo XIX, permanece como «uno de los grandes ejemplos del estilo Regencia». Los salones Blanco, Verde y Carmesí incluyen un total de sesenta y dos trofeos: paneles tallados y dorados que ilustran armas y despojos de la guerra, muchos con simbología masónica. Estos trofeos, restaurados o remplazados tras el fuego, son famosos por su «vitalidad, precisión y cualidades tridimensionales» y habían sido traídos desde Carlton House en 1826, donde unos eran originalmente importados de Francia y otros tallados por Edward Wyatt. El delicado mobiliario de estos salones, aunque lujoso, es más modesto que los originales de inicios del XIX.
Del diseño de Wyattville se conservan tres habitaciones, originalmente construidas en el siglo XVII por Hugh May en colaboración con el pintor Antonio Verrio y el escultor Grinling Gibbons. La Cámara de la Presencia de la Reina, la Cámara de Audiencias de la Reina y el Comedor del Rey están decorados en estilo barroco, caracterizado por «interiores dorados enriquecidos con floridos murales», y primeramente introducido en Inglaterra a mediados del siglo XVII en Wilton House. Las pinturas de Verrio están «empapadas de alusiones medievalistas» e imágenes clasicistas. Estas habitaciones pretendían mostrar un innovador «barroco fusión» inglés de artes separadas como la arquitectura, la pintura y la escultura.

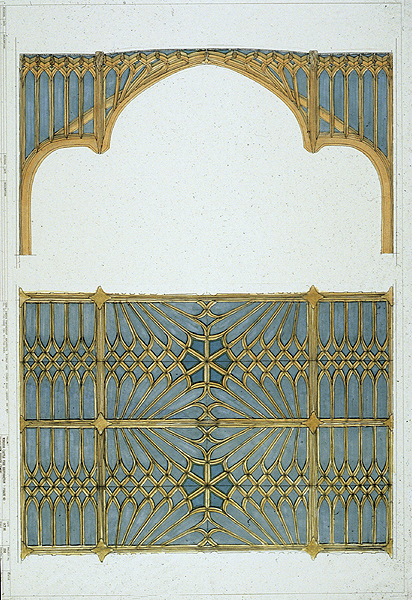
Un boceto del arquitecto Giles Downes para la cubierta de la nueva capilla privada. En él se aprecia el orgánico y fluido diseño gótico.

Varias salas de los modernos Apartamentos de Estado reflejan los gustos tanto del siglo XVIII como del gótico victoriano. Por ejemplo, el Comedor de Estado, cuyo diseño actual data de la década de 1850 y resultó muy dañado en el incendio de 1992, ha sido restaurado a su estado de 1920, antes de que le fueran retirados sus dorados en las pilastras. La Gran Escalera de Anthony Salvin data también del gótico victoriano y asciende hasta una sala de doble altura iluminada por una linterna —llamada el Gran Vestíbulo— diseñada en el siglo XVIII por James Wyatt y ejecutada por Francis Bernasconi. Esta escalinata ha sido criticada por el historiador John Robinson por tener un diseño claramente más pobre que la escalera anterior construida tanto por Wyatt como por May.
Algunas zonas de los Apartamentos de Estado resultaron completamente destruidas en el incendio de 1992 y fueron reconstruidas en el estilo llamado «gótico downesiano», por el nombre de su arquitecto, Giles Downes. Este estilo presenta «una coherencia fría y sistemática de modernidad cosida dentro de una reinterpretación de la tradición gótica», aunque Downes dice que su diseño evita una «decoración florida», enfatizando en su lugar una estructura gótica orgánica y fluida. Downes remodeló o construyó tres estancias del castillo de Windsor. La nueva bóveda que diseñó para el Salón de San Jorge es la mayor estructura de madera de roble construida desde la Edad Media, decorada además con brillantes y coloristas escudos que celebran los elementos heráldicos de la Orden de la Jarretera, un diseño que intenta crear una ilusión de altura adicional a través de un artesonado gótico a lo largo de todo el techo. El Vestíbulo de la Linterna se decora con fluidas columnas de roble que sustentan una cubierta abovedada que imita la forma de una flor de lirio. La nueva capilla privada es relativamente pequeña, con espacio para solo treinta fieles, pero combina elementos arquitectónicos del Salón de San Jorge, otros del Vestíbulo de la Linterna y una estructura de arco escalonado como la bóveda de la capilla de Enrique VIII en Hampton Court. El resultado es una «red de tracería extraordinaria, continua y finamente moldeada», complementada con nuevas vidrieras en las ventanas que recuerdan el incendio según diseños de Joseph Nuttgen. La Gran Cocina, con su linterna recientemente expuesta a la vista, junto a las chimeneas y mesas que construyera Wyattville, es también producto de la reconstrucción realizada tras el gran fuego de los años 90.
La planta baja de los Apartamentos de Estado conserva varios elementos medievales, caso de la Gran Cripta del siglo XIV, de unos sesenta metros de largo por nueve de ancho, dividida en trece tramos. Para cuando se produjo el incendio de 1992 esta cripta había sido compartimentada en pequeñas estancias, aunque hoy aparece como un espacio unitario con un solado muy elevado para hacer más cómoda la utilización del espacio. El Pasaje Larderie, del siglo XIV y «bellamente abovedado», discurre a lo largo del patio de la cocina y está decorado con tallas de rosas reales, elemento que indica que su construcción data del reinado de Eduardo III.

### Recinto inferior

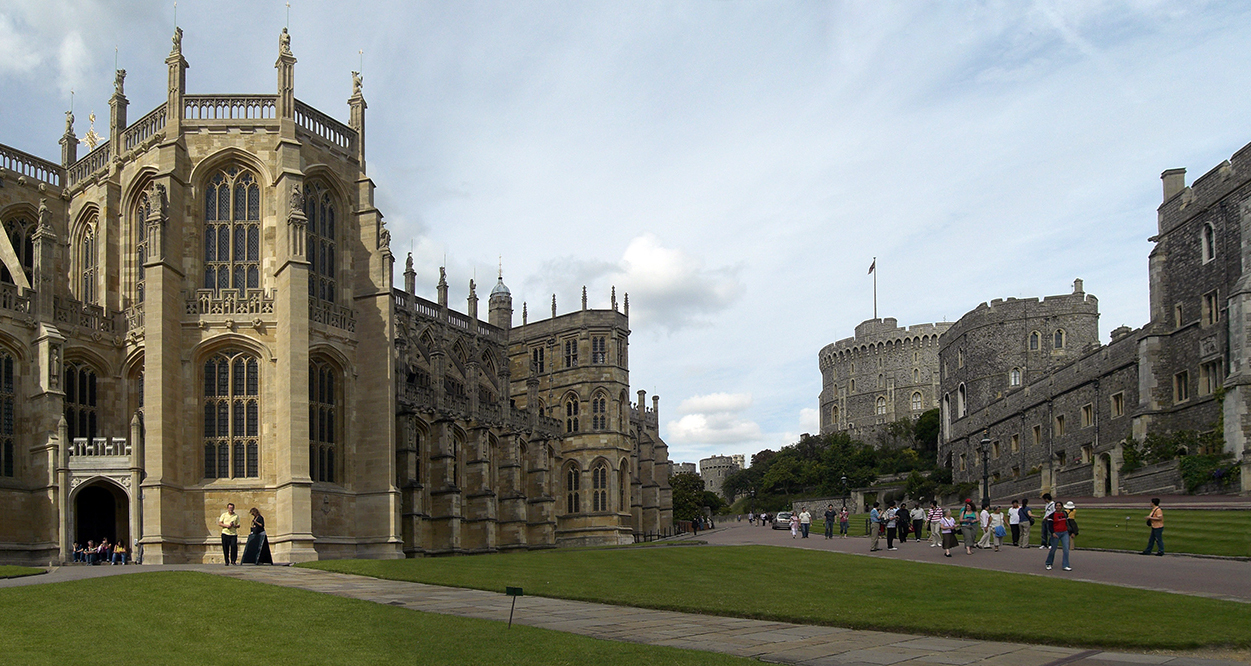
Recinto Inferior. De izquierda a derecha, la Capilla de San Jorge, la capilla de la Virgen, la Torre Redonda, los alojamientos de los Caballeros Militares de Windsor y la residencia de su gobernador.

El Recinto Inferior se extiende al oeste de la Torre Redonda y en un nivel inferior, al que se accede a través de la Puerta Normanda. Aunque conservó su diseño medieval en gran parte, la mayoría del recinto inferior fue remodelado o reconstruido a mediados de la era victoriana por Anthony Salvin y Edward Blore, con la intención de crear una «composición gótica consistente». El Recinto Inferior alberga la Capilla de San Jorge y muchos de los edificios relacionados con la Orden de la Jarretera.
En el lado norte de este recinto encontramos la capilla de San Jorge, un edificio de grandes dimensiones que es la sede espiritual de la Orden de los Caballeros de la Jarretera. Data de los siglos XV y XVI y se enmarca dentro del estilo del gótico perpendicular inglés. Los ornatos de madera del coro son diseño del siglo XV, aunque este fue restaurado y ampliado por Henry Emlyn en el siglo XVIII y hoy presenta una decoración única de planchas de bronce que lucen las armas de los Caballeros de la Jarretera en los últimos seis siglos. En el lado occidental de la capilla se encuentra una puerta y una gran escalera victoriana, usadas solo en ocasiones ceremoniales. La vidriera del extremo este es de estilo victoriano y la ventana en voladizo de la parte norte fue construida por Enrique VIII para su esposa Catalina de Aragón. Bajo la bóveda y frente al altar se hallan enterrados Enrique VIII, Jane Seymour y Carlos I, y muy cerca está el sepulcro de Eduardo IV. El historiador John Robinson considera esta capilla uno «de los logros supremos del diseño del gótico perpendicular inglés».

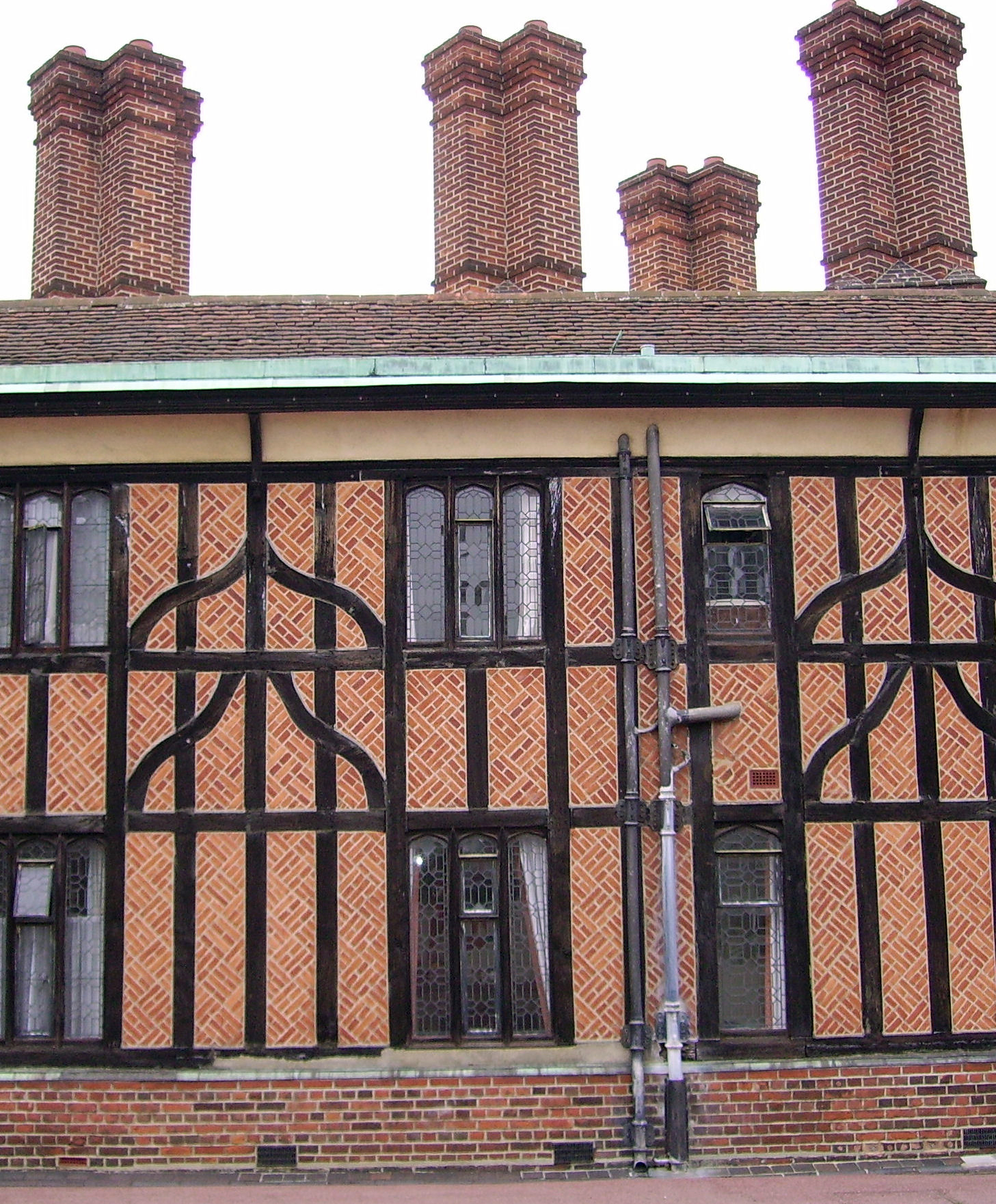
El Claustro de Herradura, construido en 1480 y reconstruido en el.

En el extremo este de la capilla de San Jorge está la capilla de la Virgen, construida originalmente por Enrique III en siglo XIII y convertida en la Capilla Memorial Alberto entre 1863 y 1873 por George Gilbert Scott. Creada para honrar la vida del príncipe Alberto, el ornato de esta capilla presenta una profusa decoración con tallas de mármol, vidrieras y bronce elaboradas por Henri de Triqueti, Susan Durant, Alfred Gilbert y Antonio Salviati. La puerta este de la capilla, cerrada por una bella rejería, es original de 1246.
En el extremo oeste del Recinto inferior está el Claustro de Herradura, llamado así por su forma semicircular. Construido en 1480 para dar cabida al clero, hoy sirve de vivienda a los coristas de la capilla. Se afirma que este edificio curvo, de ladrillo y madera, fue diseñado para semejarse a una pata de caballo, un símbolo usado por Eduardo IV. George Gilbert Scott remodeló profundamente el edificio en 1871, por lo que apenas se conserva nada de la estructura original. Junto a la herradura quedan otras estructuras de la época de III, reconocibles por su tracería pétrea perpendicular, y que albergan oficinas, una biblioteca y las viviendas del deán y los canónigos.
Detrás del Claustro de Herradura está la Torre Curfew, una de las estructuras supervivientes más antiguas del Recinto Inferior, pues data del siglo XIII. En su interior se conserva una mazmorra y los restos de un antiguo acceso, una salida secreta para los habitantes del castillo en caso de asedio. En su planta superior se hallan las campanas, que están ahí desde 1478, y el reloj del castillo, instalado en 1689. Su tejado cónico de estilo francés fue construido por Anthony Salvin en el siglo XIX en un intento por imitar la moda de la recreación medievalista que el arquitecto francés Eugène Viollet-le-Duc había hecho en Carcasona.
En el extremo opuesto de la capilla existen varias edificaciones, entre ellas el alojamiento de los Caballeros Militares de Windsor y la residencia de su Gobernador. Son construcciones del siglo XVI, todavía usadas por estos caballeros, que representan a la orden de la Jarretera todos los domingos. En el lado sur del recinto inferior se abre la Puerta de Enrique VIII, que luce el escudo de armas de Catalina de Aragón y es la entrada secundaria al castillo.

### Parque y entorno
El emplazamiento del palacio de Windsor en una colina restringe el tamaño de sus jardines, que se extienden al este del castillo por un terreno aterrazado en el siglo XX. Un extenso parque rodea el exterior del recinto palaciego, cuya área oriental es una creación paisajística del siglo XIX conocida como Home Park que incluye jardines y dos granjas, además de varias casas de campo ocupadas por empleados de la Frogmore House. El Camino Largo, una avenida de doble vía jalonada de árboles, se extiende cuatro km al sur en línea recta y tiene 75 m de ancho. Los olmos originales del siglo XVII han sido remplazados por la alternancia de castaños y platanáceas tras la replantación a gran escala que hubo de acometerse por culpa del impacto de la grafiosis a partir de 1945.
El Home Park colinda con el extremo norte del más extenso Gran Parque Windsor, que ocupa 1900 hectáreas y contiene algunos de los bosques templados de frondosas más antiguos de Europa. En el Home Park, al norte del castillo, se ubica una escuela privada, la Escuela de San Jorge, a la que asisten los coristas de la capilla. El célebre Colegio Eton se encuentra a menos de un kilómetro del castillo de Windsor, al otro lado del río Támesis.

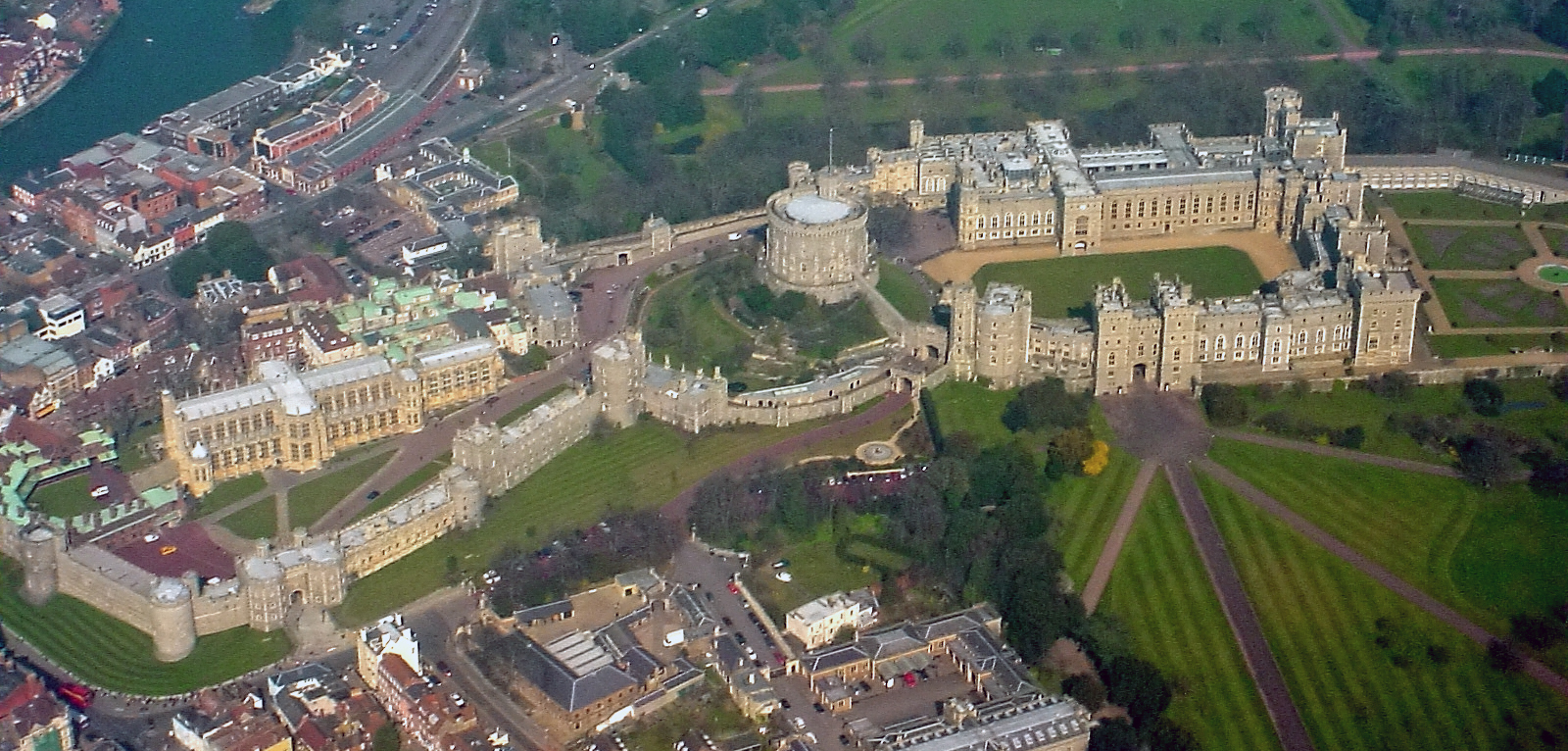
Vista aérea del castillo de Windsor. De izquierda a derecha, el Recinto Inferior, el Recinto Central y la Torre Redonda, el Recinto Superior y una parte del Camino Largo en la parte inferior derecha. En la parte superior izquierda se aprecia el río Támesis.

## Historia

### SiglosXIyXII

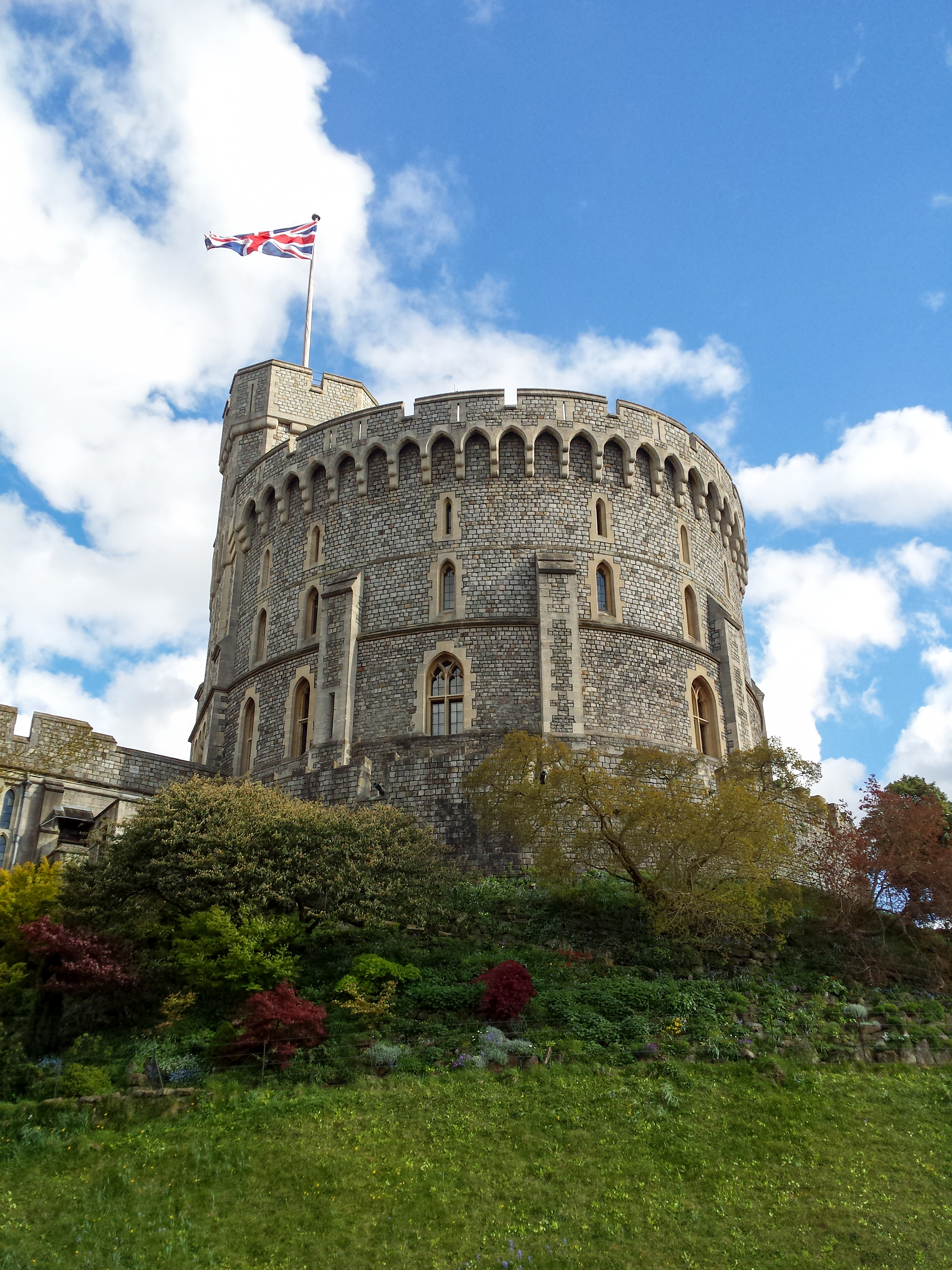
La Torre Redonda en el Recinto Central, construida por Enrique II y remodelada en el.

La construcción del castillo de Windsor fue iniciada por Guillermo I el Conquistador en la década posterior a la conquista normanda de Inglaterra en 1066. Guillermo creó un anillo de motas castrales y fortificaciones alrededor de Londres, todas a un día de marcha de la ciudad y de la fortificación más cercana (es decir, a poco más de 30 km) con la finalidad de facilitar el control y envío de refuerzos en caso de peligro. El castillo de Windsor formaba parte de este anillo defensivo y era estratégicamente muy importante por su proximidad tanto al río Támesis, camino clave hacia Londres, como al bosque de Windsor, una reserva real de caza ya usada por los reyes sajones. El castillo primigenio de madera consistía en una fortificación en lo alto de una mota o montículo artificial, a unos 30 m sobre el río y protegida por una empalizada. Después se construyó una segunda empalizada al este, germen del posterior Recinto superior. A fines de siglo ya se había creado otra muralla al oeste, con lo que quedaba delimitada la forma esencial del castillo moderno. Por su traza, Windsor era muy parecido al castillo de Arundel, otra poderosa fortificación normanda no muy lejana, pero el diseño de doble muralla también se usó en los castillos de Rockingham y Alnwick.
En principio el castillo de Windsor no fue usado como residencia real, pues los reyes normandos prefirieron habitar el anterior palacio de Eduardo el Confesor en el Viejo Windsor. El primer monarca en residir en el castillo de Windsor fue Enrique I, que celebró Whitsuntide en la fortificación en 1110 en una época de mucha inseguridad. El matrimonio de Enrique con Adela, hija de Godofredo I de Lovaina, tuvo lugar en el castillo en 1121. En esta época la fortificación sufrió un colapso importante, pues las excavaciones arqueológicas muestran que el lado sur de la mota disminuyó su altura unos dos metros, se clavaron pilares de madera para sustentarla y la vieja empalizada fue sustituida por una muralla pétrea, probablemente con una puerta, también de sillares de piedra, abierta hacia el noreste. Asimismo, el conjunto se rodeó con un nuevo murete de piedra en la parte baja de la mota.
Enrique II subió al trono en 1154 y amplió enormemente el castillo de Windsor entre 1165 y 1179. La empalizada del recinto superior se sustituyó con una muralla de piedra reforzada por torres en sus esquinas y se construyó también la primera Puerta del Rey. La primera muralla de piedra comenzó a deteriorarse en su lienzo sur y Enrique ordenó su reemplazo por un muro alto y otro bajo, pero trasladó las murallas lejos de la base de la mota para aliviar la presión en el montículo y lo reforzó en su base con cimientos pétreos. Dentro del castillo Enrique ordenó remodelar las estancias reales. Casi todas las adiciones se hicieron con piedra Bagshot Heath, mientras que en los interiores se empleó piedra de Bedfordshire.

### SigloXIII

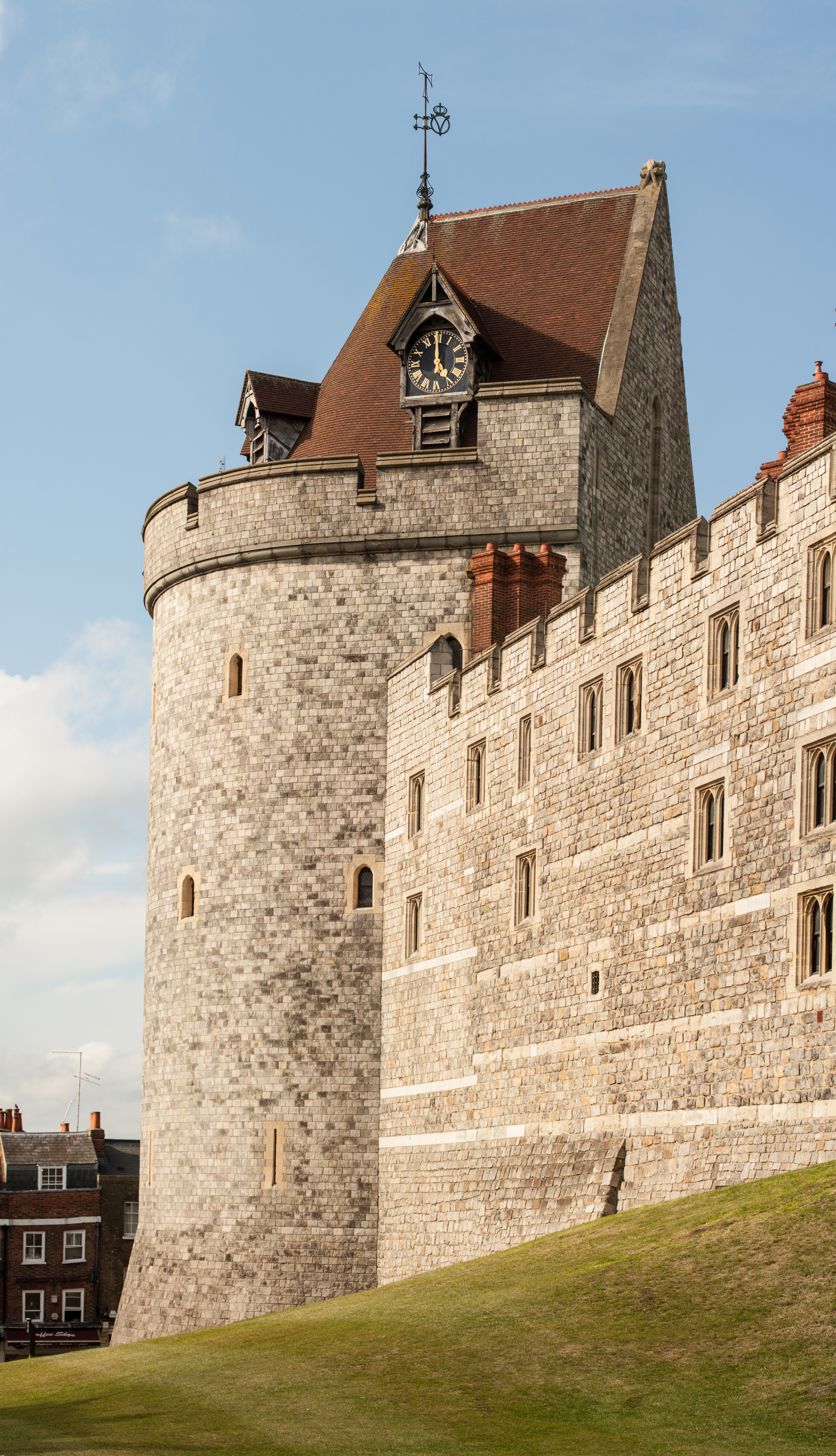
La Torre Curfew (torre del toque de queda), parte del recinto inferior y construida durante el reinado de Enrique III. Fue muy remodelada en el.

El rey Juan Sin Tierra llevó a cabo algunas intervenciones en el castillo de Windsor, más enfocadas a sus comodidades que a sus aspectos defensivos. La fortificación jugó su papel en la primera guerra de los Barones, pues fue sitiada en 1214 y además el rey Juan la empleó como su base durante las negociaciones previas a la firma de la Carta Magna en 1215 en la cercana Runnymede. En 1216 el castillo fue asediado de nuevo por tropas francesas y de los barones bajo mando del conde de Nevers, pero el condestable de Juan, Engelard de Cigogné, lo defendió con éxito.
Los daños sufridos por la fortaleza durante su segundo asedio fueron inmediatamente reparados, entre 1216 y 1221, por Cigogné en nombre del sucesor de Juan, Enrique III. Este monarca reforzó las defensas con la reconstrucción en piedra de las murallas del recinto inferior y la creación entre 1224 y 1230 de una puerta fortificada en la ubicación de la futura Puerta de Enrique VIII. También se construyeron tres nuevas torres: del Toque, de la Jarretera y de Salisbury. El recinto central fue reforzado con una muralla por el lado sur, rematada por las dos nuevas torres de Eduardo III y Enrique III en sendos extremos.
El castillo de Windsor fue una de las tres residencias favoritas de Enrique y como tal este invirtió muchos recursos en su acomodación, más que en ninguna otra de sus posesiones. Tras su matrimonio con Leonor de Provenza, Enrique construyó en Windsor un lujoso palacio entre 1240 y 1263, distribuido en torno a un patio en el recinto superior. En un principio esta ampliación pretendía ser la residencia de los hijos y la esposa del rey, mientras que para su uso propio ordenó crear una serie de estancias a lo largo del muro sur, incluida una capilla de 21 m de longitud, luego llamada Capilla de la Virgen. Esta fue la más grande de las capillas construidas para el rey y comparable a la Sainte Chapelle de París en dimensiones y calidad. Enrique también restauró el Gran Salón situado junto al lado norte del recinto inferior y lo amplió con una nueva cocina y un corredor cubierto que comunicaba el salón con la cocina. Las intervenciones de Enrique en el castillo se caracterizaron por el carácter religioso de los ricos ornatos, que constituyeron «una de las cimas del arte medieval inglés», aunque el coste de estos añadidos ascendió a 10 000 libras. El resultado fue la creación de una división en el castillo entre el más privado recinto superior y el recinto inferior dedicado a mostrar la cara pública de la monarquía. En el siglo XIII el castillo recibió leves intervenciones arquitectónicas, pero el Gran Salón del recinto inferior, destruido por un incendio en 1296, no fue reconstruido.

### SigloXIV

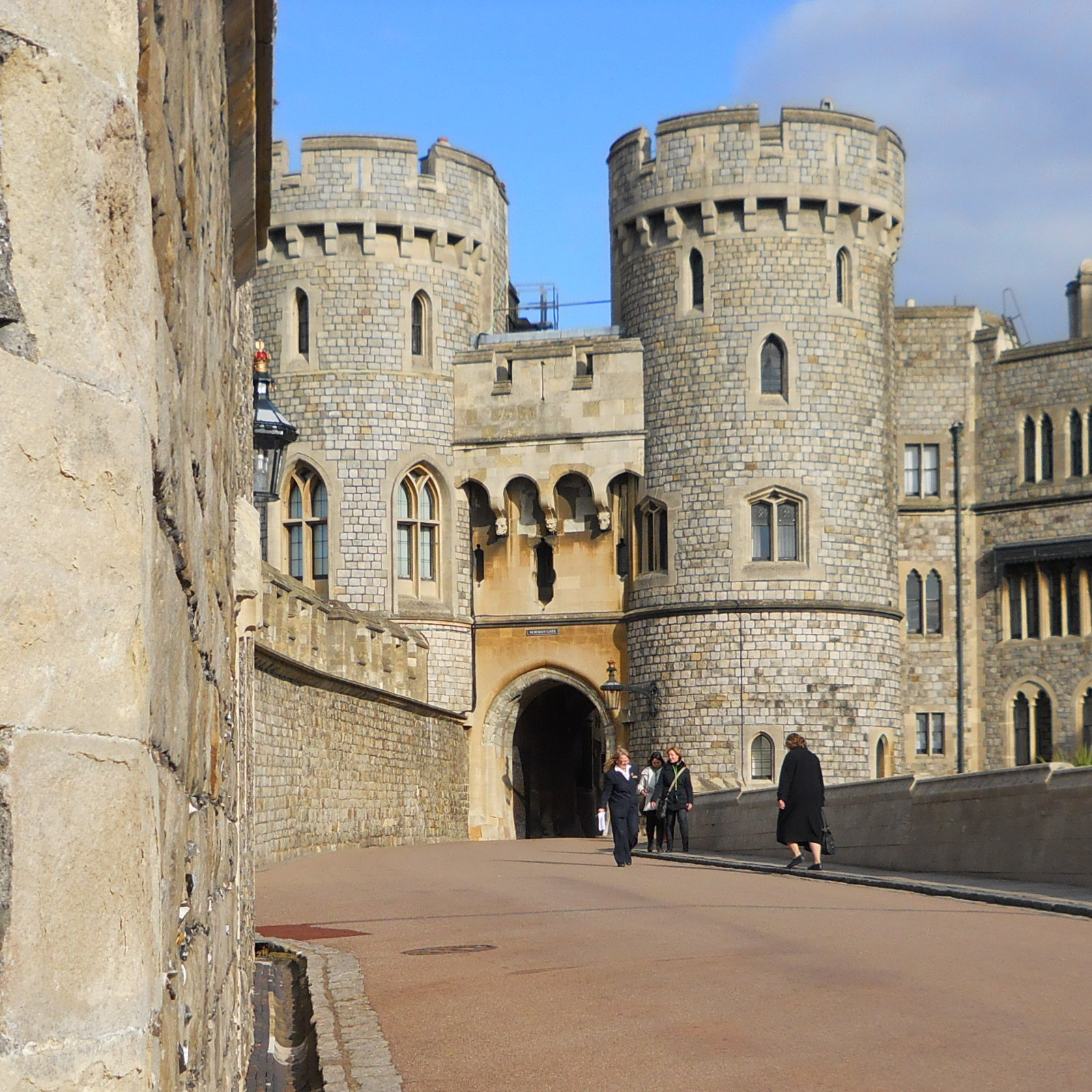
La Puerta Normanda, construida por Eduardo III y remodelada en el.

Eduardo III nació en el castillo de Windsor y le dio mucho uso durante su reinado. En 1344 el rey anunció en este castillo la fundación de la nueva Orden de la Mesa Redonda. Al tiempo, comenzaba a construir un nuevo edificio dentro de la fortificación que sirviera de sede de esta orden, pero nunca fue terminado. Los cronistas describen que era un edificio de planta circular, de 61 m de diámetro, y probablemente ubicado en el centro del recinto superior. Poco después el rey Eduardo abandonó esta nueva orden por razones nada claras, y en su lugar creó la Orden de la Jarretera, que también tendría su sede en el castillo de Windsor. Como parte de este proceso, Eduardo decidió reconstruir el castillo, en particular el palacio de Enrique III, en un intento por crear una fortificación que fuera símbolo de poder real y caballerosidad. El rey Eduardo estaba influido tanto por los éxitos militares de su abuelo, Eduardo I, como por el declive de la autoridad real bajo su padre, Eduardo II, por lo que su objetivo era producir una innovadora «arquitectura marcial de estética autoconsciente y musculosa».
Eduardo puso al cargo de todo el diseño y reconstrucción del nuevo castillo a William de Wykeham, quien se alojó en la Torre Redonda mientras trabajaba en ello. Entre 1350 y 1377 Eduardo gastó 51 000 libras en renovar el castillo de Windsor, la mayor cantidad de dinero empleada por cualquier monarca medieval de Inglaterra en un solo proyecto arquitectónico, y una vez y media los ingresos anuales de Eduardo, que eran de unas 30 000 libras. Una parte de los gastos fueron sufragados por los rescates de guerra de las victorias de Eduardo en las batallas de Crécy, Calais y Poitiers. El castillo de Windsor ya era una gran fortificación antes de la sustancial reconstrucción de Eduardo III, y su intervención lo hizo aún más impresionante, pues gran parte del gasto se hizo en mobiliario y decoración lujosa. Así, el castillo de Windsor fue «el proyecto arquitectónico secular más caro de toda la Edad Media en Inglaterra».

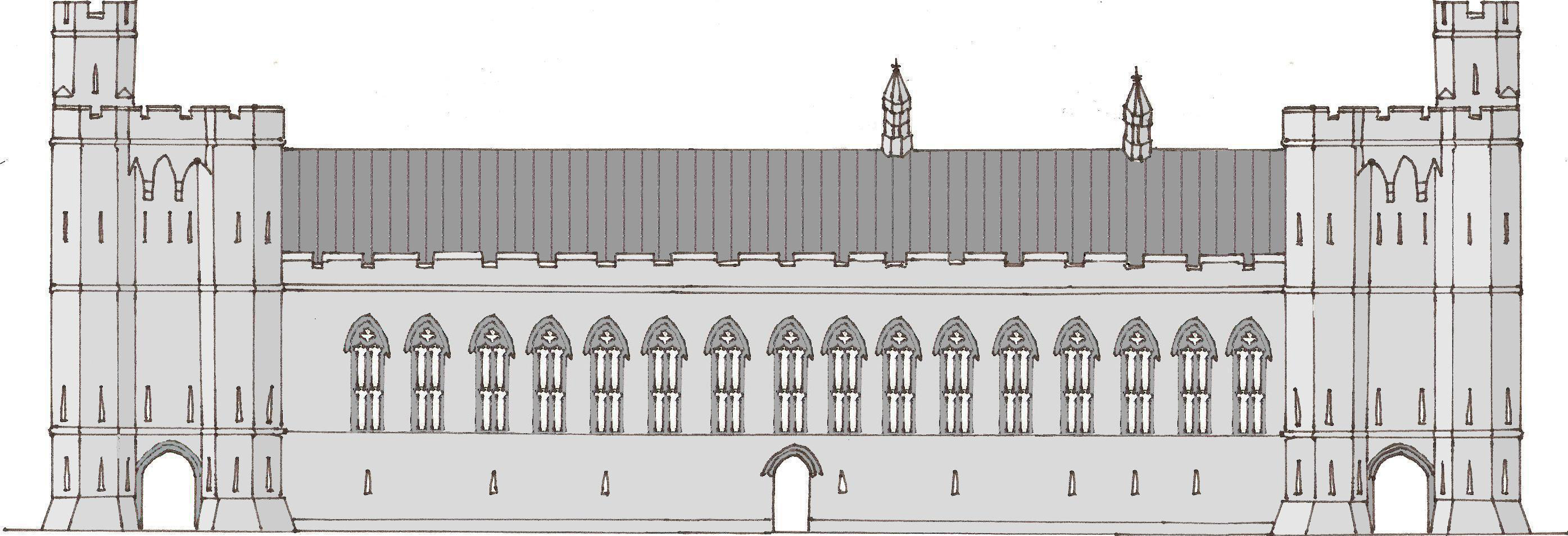
Reconstrucción del Salón de San Jorge construido por Eduardo III. De izquierda a derecha: la Puerta Spicerie, la Capilla, el Salón y la Puerta de la Cocina.

El nuevo palacio de Eduardo tenía tres patios a lo largo del lado norte del recinto superior, llamados Claustro Pequeño, Claustro del Rey y Patio de la Cocina. En la parte delantera del palacio estaba el Salón de San Jorge, que combinaba un nuevo salón y una nueva capilla. Este edificio tenía dos accesos simétricos, la Puerta Spicerie, la principal, y la Puerta de la Cocina, que daba acceso a su patio. El gran salón tenía enormes ventanales hacia el patio del recinto superior y estaba cubierto por una gran bóveda de crucería, más alta que el resto del palacio para dotarlo de distinción. La Torre Rosa, diseñada para el uso privado del rey, se alzaba en la esquina oeste del conjunto. El resultado fue «un gran palacio de arquitectura aparentemente homogénea… uniforme por todos lados, en su cubierta, ventanales, línea de cornisa, piso y techo». Con la excepción del Salón, la Capilla y la Gran Cámara, todos los nuevos interiores compartían una misma altura. Sin embargo, los aspectos defensivos solo eran un telón, posiblemente para dar un marco adecuado a las justas desarrolladas entre las dos mitades de la Orden de la Jarretera.
Eduardo III también concibió otros lujos, como alojamientos para su corte, en los límites este y sur del recinto superior, con lo que conformó el cuadrángulo actual de esta zona del castillo. Para guardar la entrada oeste de la fortificación se levantó la Puerta Normanda. En el recinto inferior se remodeló la capilla y se amplió con edificios adyacentes para los canónigos. En 1354 Eduardo instaló en la Torre Redonda el primer reloj mecánico impulsado por peso de toda Inglaterra. William de Wykeham construiría después el New College de Oxford y el Winchester College, donde la influencia del castillo de Windsor es evidente.
El nuevo castillo fue la cárcel de los prisioneros franceses hechos en Poitiers en 1357, entre ellos el rey Juan II de Francia, que luego fue liberado tras el pago de un cuantioso rescate. Más tarde en ese siglo el castillo también fue favorecido por Ricardo II, que restauró la Capilla de San Jorge con dirección de Geoffrey Chaucer, diplomático y Secretario de las obras del Rey.

### SigloXV

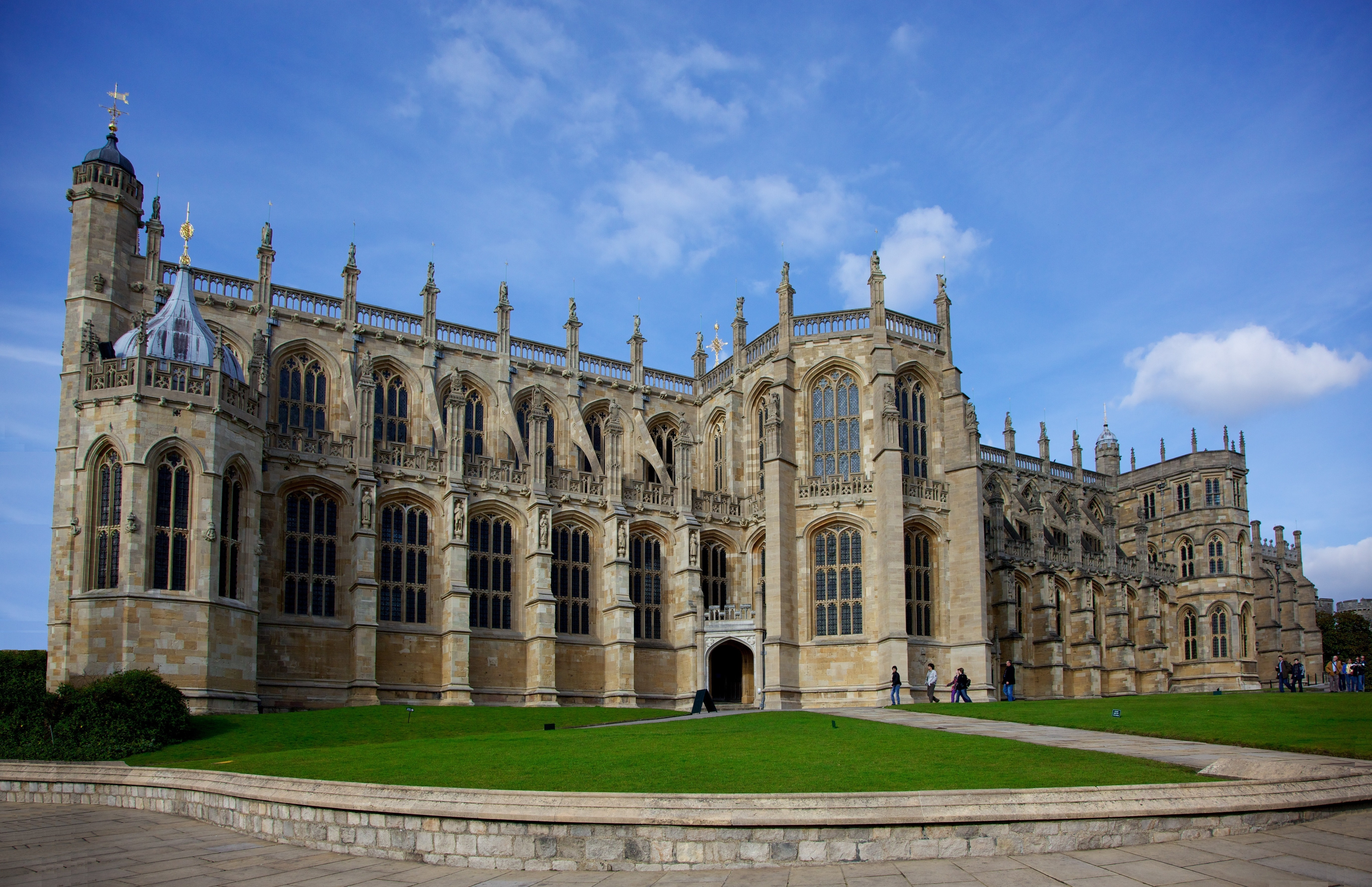
La Capilla de San Jorge, comenzada en 1475 por Eduardo IV.

El castillo de Windsor siguió gozando del favor real en el siglo XV, y ello a pesar de la violencia política en que se fue deslizando Inglaterra. Enrique IV se hizo con el poder en 1399, aunque no fue capaz de capturar a su oponente por el poder, su primo Ricardo II, que había escapado a Londres. Bajo Enrique V el castillo albergó la visita de Segismundo de Luxemburgo, emperador del Sacro Imperio Romano Germánico, en 1417, un evento diplomático de enormes proporciones que llevó a su límite la capacidad de alojamiento del castillo.
A mediados del siglo XV Inglaterra estaba cada vez más dividida entre las facciones rivales de la Casa de Lancaster y la Casa de York. Castillos como el de Windsor no jugaron un papel importante en la resultante guerra de las Dos Rosas (1455-85), que se libró esencialmente en forma de batallas campales entre las facciones rivales. Enrique VI, nacido en Windsor y conocido como Enrique de Windsor, fue hecho rey a la temprana edad de nueve meses. Su largo período de minoría, junto con las tensiones cada vez mayores entre los partidarios de la casa Lancaster y los de los York, alejó el centro de atención del castillo de Windsor. Los Festejos de la Jarretera y otras actividades ceremoniales en el castillo se hicieron menos frecuentes y disfrutaron de menor atención.

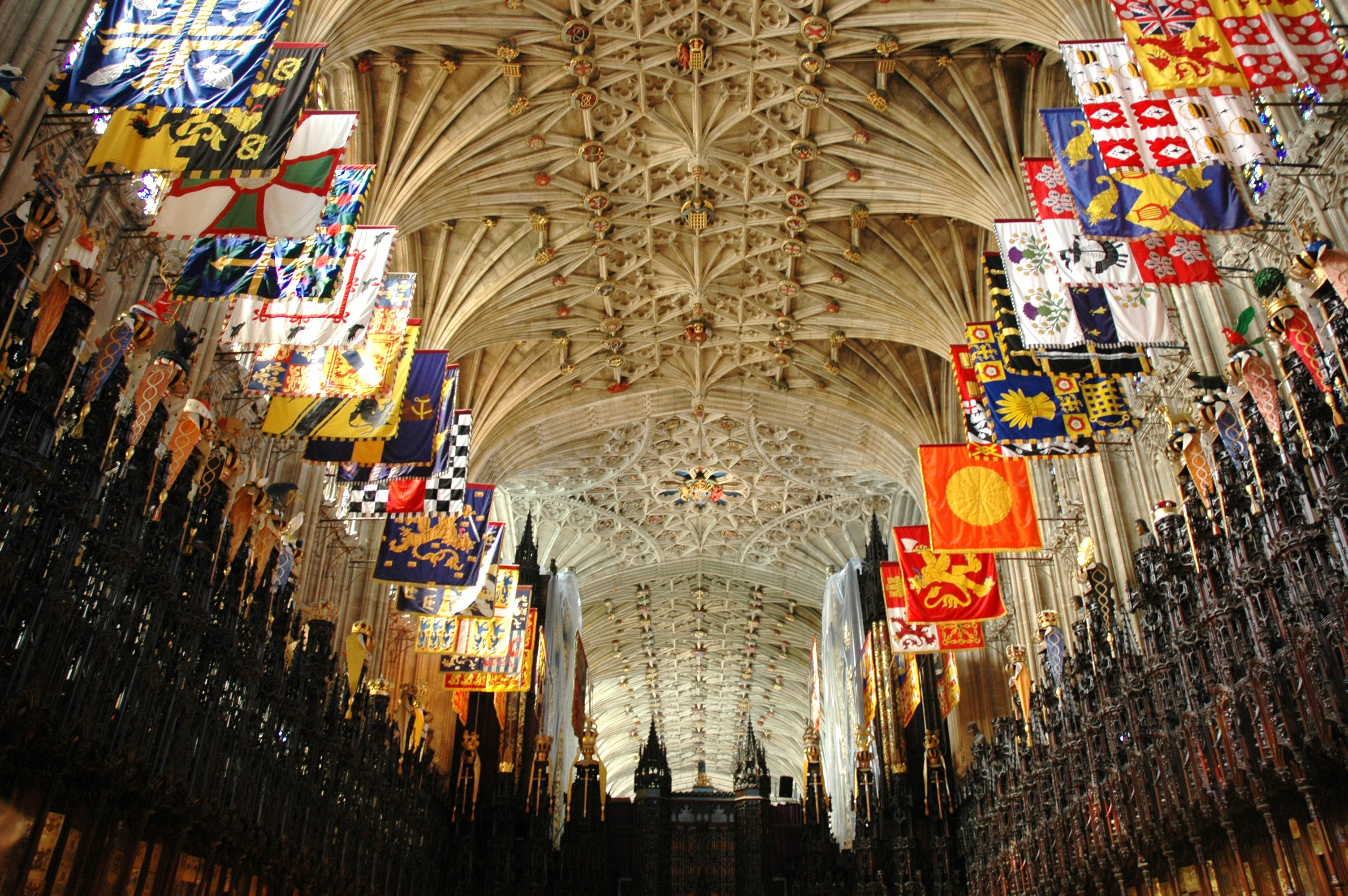
Bóveda de crucería gótica del interior de la capilla de San Jorge.

Eduardo IV se hizo con el poder en 1461 y cuando capturó a Margarita de Anjou, esposa de Enrique, la recluyó en el castillo de Windsor. Eduardo comenzó a revivir la Orden de la Jarretera y celebró una fiesta particularmente importante en 1472. También ordenó el inicio de la construcción de la actual Capilla de San Jorge en 1475, para lo que se desmantelaron numerosos edificios del recinto inferior. Con la construcción de esta nueva capilla Eduardo buscaba demostrar que su nueva dinastía era la gobernante permanente de Inglaterra, al tiempo que rivalizaba con la similar capilla que Enrique VI había mandado erigir en el cercano Colegio Eton. Ricardo III solo hizo un uso breve del castillo antes de su derrota en la batalla de Bosworth en 1485, pero había ordenado traer el cuerpo de Enrique VI desde la Abadía de Chertsey hasta el castillo para facilitar la visita de los peregrinos.
Enrique VII habitó más tiempo en el castillo y ya en 1488, poco después de acceder al trono, organizó un gran festejo de la Orden de la Jarretera. Completó la cubierta de la nueva Capilla de San Jorge y empezó la conversión de la vieja capilla de la Virgen en un santuario dedicado a Enrique VI, cuya canonización se consideraba entonces inminente. Sin embargo, Enrique VI no fue canonizado y el proyecto debió ser cancelado, aunque el santuario continuó siendo un atractivo para los peregrinos. Al parecer Enrique VII remodeló la Cámara del Rey en el palacio y había reconstruido la bóveda de la Gran Cocina en 1489. También ordenó construir una torre de tres pisos en el extremo occidental del palacio, que fue acomodada para albergar sus estancias privadas. El castillo de Windsor comenzó a ser utilizado para eventos diplomáticos internacionales, como la gran visita del rey castellano Felipe el Hermoso en 1506. William de la Pole, un pretendiente al trono de la Casa de York superviviente, fue encarcelado en el castillo durante el reinado de Enrique y permaneció en él hasta su ejecución en 1513.

### SigloXVI

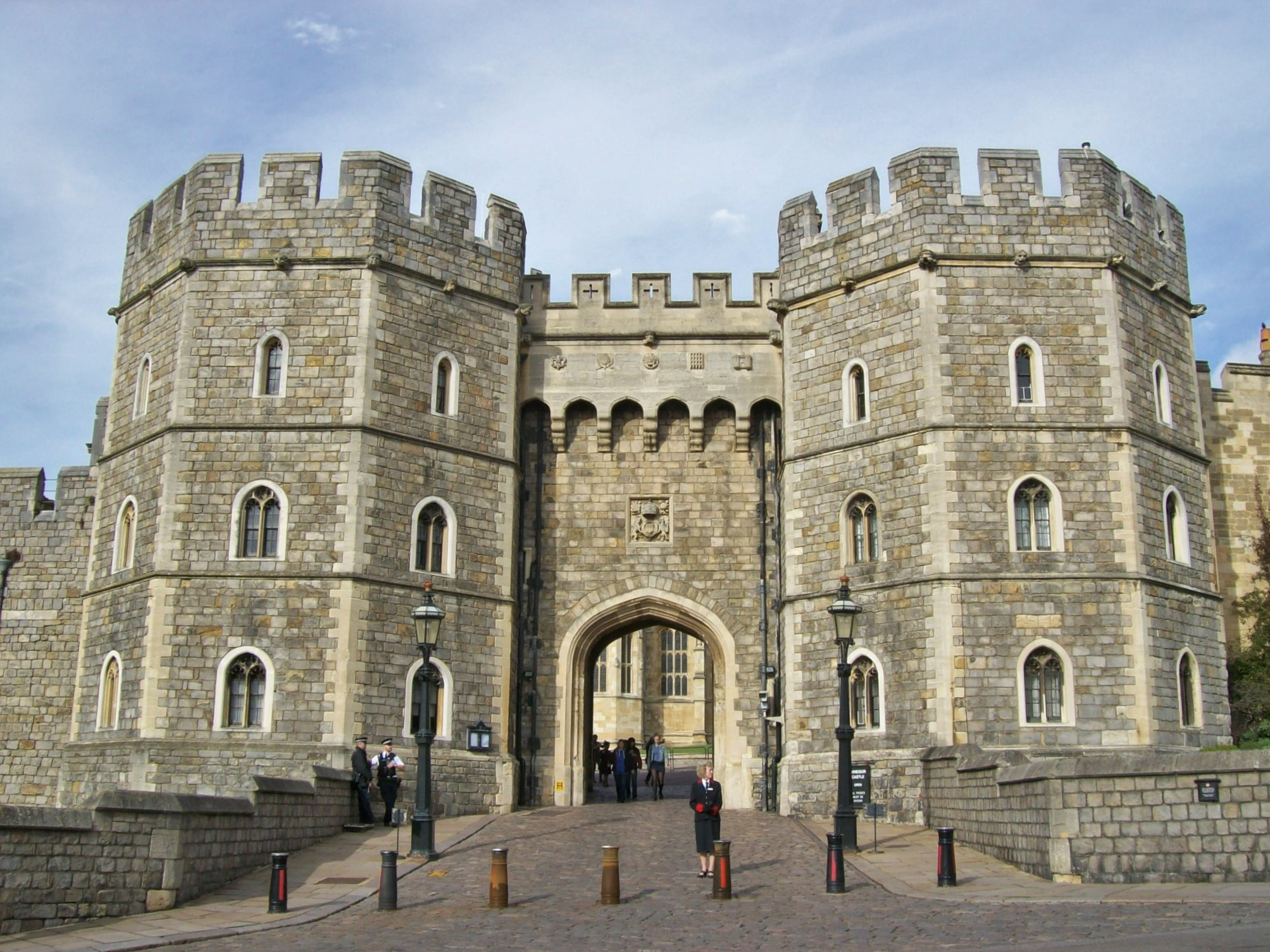
La Puerta de Enrique VIII en el recinto inferior.

El joven Enrique VIII disfrutó en el castillo de Windsor «ejercitándose diariamente en tiro, canto, danza, lucha, tocando la flauta, el virginal, haciendo canciones o entonando baladas». La tradición de las fiestas de la Jarretera se mantuvo y se hizo más extravagante, hasta tal punto que el tamaño de la comitiva que visitaba Windsor hubo de restringirse debido a su creciente número. Durante la Peregrinación de Gracia, una revuelta popular en el norte de Inglaterra en 1536 contra el gobierno de Enrique VIII, el rey usó Windsor como base segura en el sur desde la que gestionar su respuesta militar. Y durante todo el período Tudor el castillo fue un refugio impenetrable durante las epidemias desatadas en Londres.
Enrique ordenó reconstruir la puerta principal del castillo hacia 1510 y creó una pista de tenis en la base de la mota en el recinto superior. También construyó una extensa terraza de madera, llamada el Muelle Norte, a lo largo del exterior de la muralla del recinto norte con la finalidad de proporcionar una vista inmejorable del río Támesis desde allí. El diseño incluía una escalera exterior desde los apartamentos del rey, lo que hizo más cómoda la vida del monarca en detrimento de la seguridad del castillo. Al principio de su reinado Enrique había dado la capilla de la Virgen al cardenal Thomas Wolsey para el futuro mausoleo del religioso y el arquitecto Benedetto Grazzini la convirtió en un diseño renacentista italiano antes de que la caída del poder de Wolsey pusiera fin a un proyecto que se estimó había costado 60 000 libras (295 millones actuales). Enrique continuó con la obra, pero esta estaba inconclusa cuando él mismo fue enterrado en la capilla en 1547.

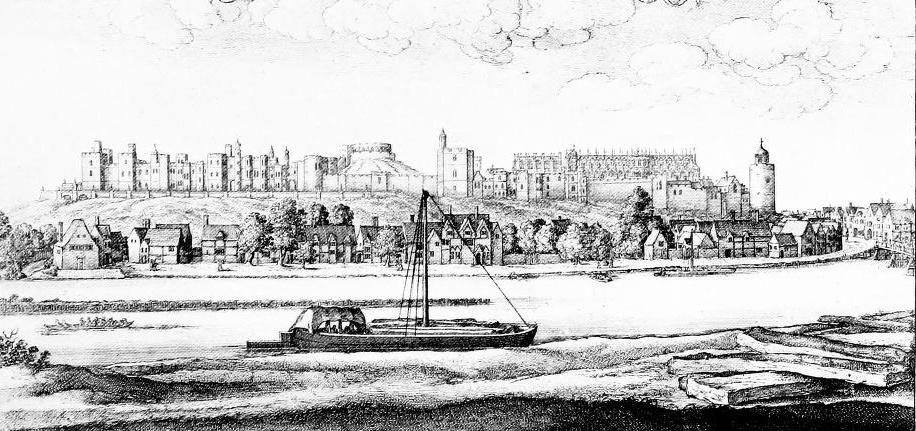
El castillo de Windsor hacia 1670 desde la margen opuesta del río Támesis según un grabado de Wenceslas Hollar. Se muestra la Terraza Norte (izquierda) construida por Isabel I en el.

En contraste, al joven Eduardo VI no le gustaba el castillo de Windsor. Sus creencias protestantes le llevaron a hacer más modestas las ceremonias de la Jarretera, a eliminar sus fiestas anuales y a retirar todas las prácticas católicas de la Orden. Durante las rebeliones y luchas políticas de 1549 Windsor volvió a ser un refugio seguro para el rey y para el duque de Somerset. Eduardo hizo un comentario famoso durante su estancia en la fortaleza en este período: «Creo que estoy en una prisión, no hay galerías ni jardines para caminar». Durante el reinado de Eduardo y de su hermana, María I, se hicieron algunas obras modestas en el castillo, muchas de ellas usando recursos recuperados de las abadías inglesas. Se llevó agua al recinto superior con la creación de una fuente y María ordenó ampliar los edificios usados por los Caballeros de Windsor en el recinto inferior empleando para ello piedras de la abadía de Reading.
Isabel I pasó gran parte de su tiempo en el castillo de Windsor y también lo usó como refugio en tiempos de crisis, «sabiendo que podía soportar un asedio en caso necesario». Con esa finalidad se instalaron diez nuevos cañones en el castillo. Windsor se convirtió en una de las residencias favoritas de la reina, que gastó en él más dinero que en cualquier otra propiedad o palacio, pues ordenó llevar a cabo algunas obras de arquitectura, entre ellas gran cantidad de reparaciones en los edificios existentes. Hizo de la Terraza Norte una instalación permanente con su construcción en piedra y la instalación de estatuas, esculturas y un merendero exterior de planta octogonal, además de levantar una pared en el extremo occidental de la terraza para hacerla más privada. La capilla fue remodelada con la instalación de las sillerías del coro, una galería y una nueva cubierta. Sobre el foso sur del castillo se creó un puente que permitiera un acceso más directo a los jardines y junto a la torre de Enrique VII, en el extremo occidental del recinto superior, se levantaron diversos edificios. Isabel también hizo un uso cada vez mayor de la fortaleza como sede de encuentros diplomáticos, pero el espacio del castillo seguía siendo un reto porque no era tan amplio como los más modernos palacios reales. Este flujo de visitantes extranjeros quedó reflejado para entretenimiento de la reina en una obra de William Shakespeare, Las alegres comadres de Windsor.

### SigloXVII

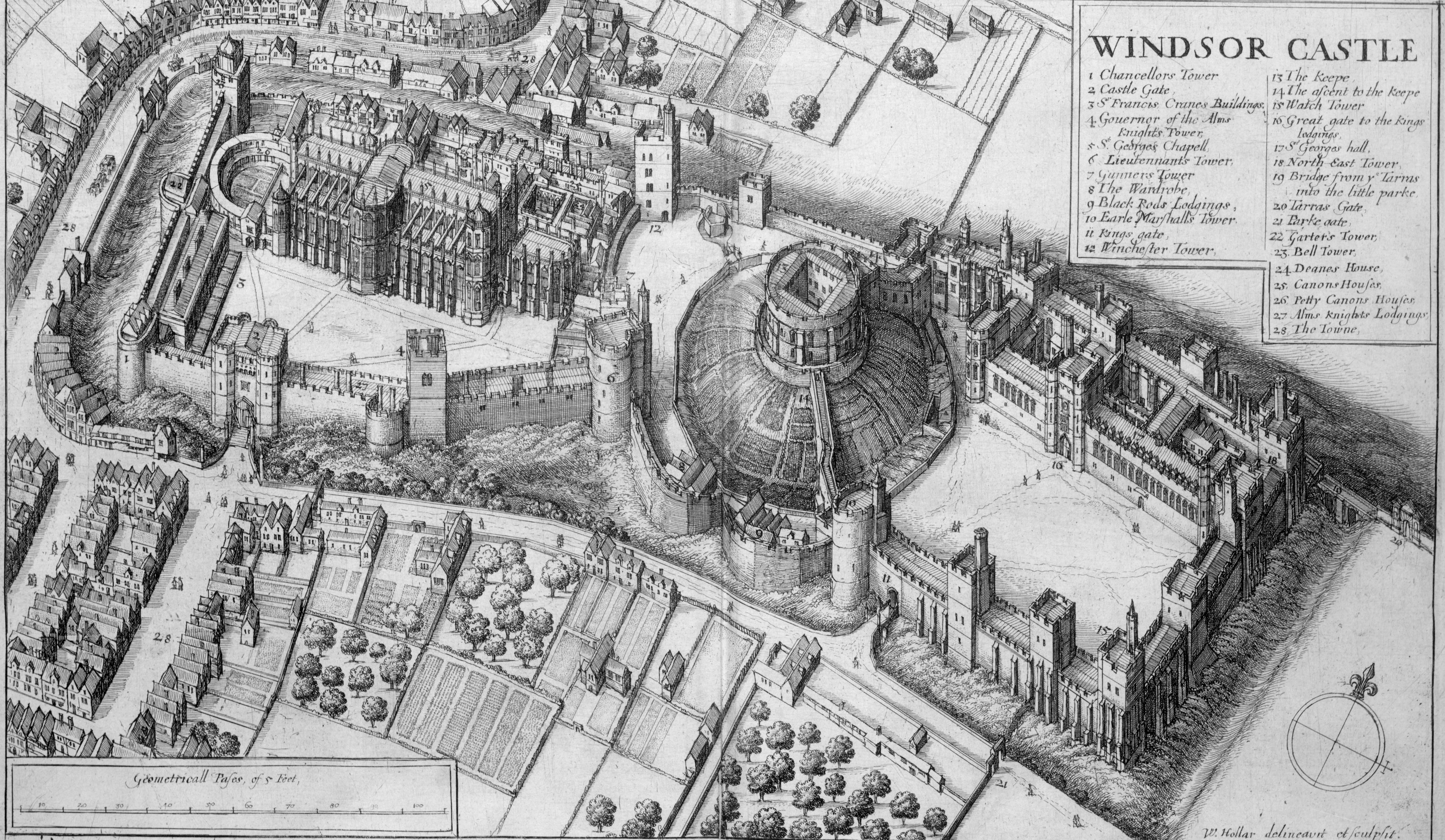
Vista de pájaro del castillo de Windsor en 1658, por Wenceslas Hollar, mostrado antes de la reconstrucción practicada por Hugh May en el recinto superior.

Jacobo I usó el castillo de Windsor esencialmente como base para salir a cazar, uno de sus pasatiempos favoritos, y para socializar con sus amistades, ocasiones en que las que se bebía en abundancia, como pasó durante la visita del rey Cristián IV de Dinamarca en 1606, en la que ambos monarcas se emborracharon. La escasez de espacio en el castillo seguía siendo problemática, lo que desembocaba en frecuentes discusiones de Jacobo con su séquito escocés sobre las habitaciones.
Carlos I fue un gran amante del arte y puso mucha más atención a los aspectos estéticos del castillo que sus predecesores. El rey encargó a un equipo en el que estaba Íñigo Jones la supervisión de toda la fortaleza, pero pocas de las mejoras recomendadas se llevaron a cabo. Sin embargo, Carlos empleó a Nicholas Stone mejorar la galería de la capilla en estilo manierista y construir una pasarela en la Terraza Norte. Christian van Vianen, famoso orfebre neerlandés, fue contratado para crear platería religiosa de estilo barroco para los servicios en la capilla de San Jorge. En sus últimos años de paz, Carlos demolió la fuente del recinto superior con la intención de remplazarla por una escultura de estilo clasicista.
En 1642 estalló la guerra civil inglesa, que dividió al país entre los realistas favorables a Carlos y las fuerzas parlamentarias. Tras la batalla de Edgehill los parlamentarios temieron un posible avance de los realistas contra Londres, por lo que John Venn tomó el control del castillo de Windsor con doce compañías de infantería para proteger la ruta del río Támesis, y se convirtió en gobernante del castillo durante toda la contienda. El contenido de la Capilla de San Jorge era, en opinión de los parlamentarios, demasiado valioso e inapropiado para un templo tan importante, por lo que inmediatamente empezó su saqueo: la capa enjoyada de Eduardo IV fue robada, los órganos, vidrieras y libros destruidos y la capilla de la Virgen despojada de todo lujo, entre ellos algunas partes de la inconclusa tumba de Enrique VIII. Al final del conflicto se habían robado más de 100 kg de oro.
El príncipe Ruperto, destacado general realista, intentó tomar el castillo de Windsor en noviembre de 1642, y aunque su caballería se hizo con el control de la villa de Windsor, fue incapaz de traspasar las murallas de la fortaleza y hubo de retirarse. Hacia el invierno de 1642-43 el castillo se había convertido en cuartel general de Robert Devereux, conde de Essex, un veterano general de las fuerzas parlamentarias. El Claustro de Herradura fue usado como prisión de los realistas capturados y los canónigos residentes fueron expulsados. La capilla de la Virgen fue reconvertida en almacén de municiones. El saqueo del castillo por parte de la guarnición mal pagada continuó siendo un problema: se cazaron quinientos ciervos de las reservas reales durante el invierno y los vallados de madera se quemaron como leña.
En 1647 el rey Carlos I, ya entonces prisionero de los parlamentarios, fue encarcelado en el castillo durante un tiempo, antes de ser llevado a Hampton Court. Al año siguiente los realistas urdieron un plan, nunca materializado, para tomar la fortaleza. El Consejo del ejército Parlamentario se trasladó a Windsor en noviembre y decidió juzgar a Carlos por traición. El rey fue llevado a Windsor de nuevo y pasó allí los tres últimos meses de su reinado. Tras ser llevado a Londres en enero de 1649, para ser ejecutado delante de Banqueting House, del ya desaparecido palacio de Whitehall, su cuerpo fue devuelto al castillo esa misma noche en medio de una tormenta de nieve y enterrado sin ceremonia en la cripta bajo la Capilla de San Jorge.

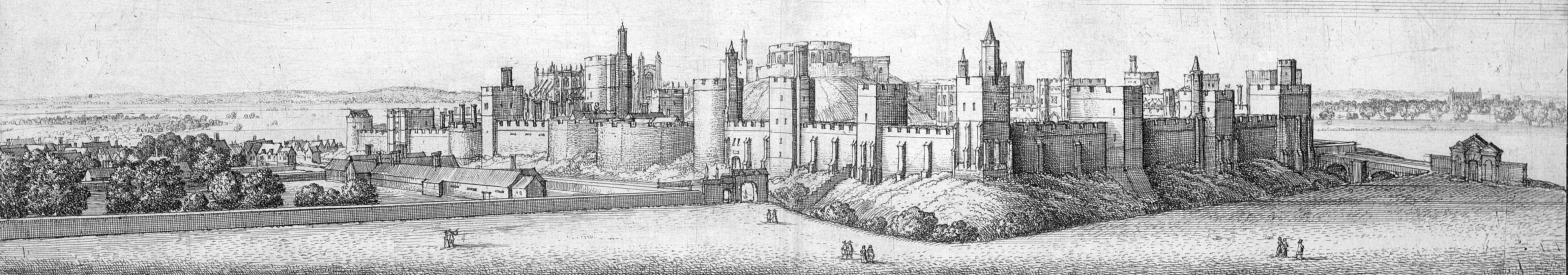
El castillo de Windsor en 1658, visto desde el sureste, por Wenceslas Hollar. De izquierda a derecha, el recinto inferior, el central con la Torre Redonda y el recinto superior.

Con la Restauración de la monarquía en 1660 se hicieron las primeras remodelaciones en el castillo de Windsor en mucho tiempo. La guerra civil y los años de interregno habían causado muchos daños a los palacios ingleses, a lo que había que añadir que los «requerimientos funcionales, patrones de movimiento, modos de transporte, gusto estético y estándares de confort» entre los círculos reales habían cambiado significativamente las cualidades buscadas en un buen palacio. Windsor fue el único palacio real que fue completamente modernizado por Carlos II en los años de la Restauración.
Sin embargo, durante el interregno el castillo había estado habitado por ocupantes ilegales, lo que produjo que «la casa del rey fuera un escombro. El fanático, el ladronzuelo y el ocupante ilegal habían estado actuando… Los indigentes habían morado en muchas torres y estancias». Poco después de su regreso a Inglaterra, Carlos nombró al príncipe Ruperto, uno de sus pocos familiares cercanos superviviente, condestable del castillo de Windsor en 1668. Este comenzó de inmediato a reordenar las defensas del castillo, reparar la Torre Redonda y reconstruir la cancha real de tenis. Carlos también trató de repoblar el Gran Parque de Windsor con ciervos traídos de Alemania, pero sus manadas nunca alcanzaron el tamaño previo a la guerra. Ruperto creó apartamentos para su uso propio en la Torre Redonda, decorados con una «extraordinaria» cantidad de armas y escudos y «repletos de tapices con imágenes curiosas y afeminadas».

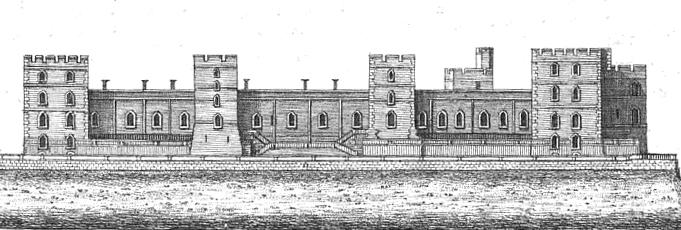
El recinto superior visto desde el este, tras la reconstrucción de Hugh May. En primer plano está la nueva Terraza Este de May.

Carlos admiraba las obras del rey Luis XIV de Francia y por ello imitó el estilo francés en su palacio de Winchester y en el Hospital Real de Chelsea. En Windsor el rey creó «los interiores barrocos más extravagantes nunca ejecutados en Inglaterra», obras que en gran parte fueron financiadas con el aumento de los impuestos reales procedentes de Irlanda en la década de 1670. La etiqueta en la corte francesa de la época requería de numerosos salones alineados con la finalidad de satisfacer los protocolos de la corte, y la demanda de espacio para ello forzó al arquitecto Hugh May a expandirse hacia la Terraza Norte, que fue reconstruida y ampliada en el proceso. Esta nueva construcción fue llamada Edificio Estrella, por la gran estrella dorada de la Jarretera que Carlos II ordenó colocar en un lateral. May también derribó y reconstruyó los muros del salón de Eduardo III y la capilla para abrir grandes ventanales, pero sin alterar la altura y dimensiones del edificio medieval. Aunque ya era lo suficientemente grande para dar cabida a toda la corte, Windsor no fue equipado con estancias para el Consejo del Rey como las que sí había en el palacio de Whitehall. En su lugar, Carlos aprovechó la buena red de carretas que partía del castillo para celebrar sus reuniones con el consejo en Hampton Court mientras él habitada en Windsor. El resultado de las intervenciones de May fue «ejemplar» para todos los edificios reales ingleses en los siguientes veinticinco años, y aunque algunas veces fue criticado por su «torpeza», con su inclinación medievalista, la reconstrucción de May fue tanto respetuosa con el castillo existente como un intento deliberado por crear una austera versión del siglo XVII de un castillo «neo-normando».
Guillermo III contrató a Nicholas Hawksmoor y a sir Christopher Wren para realizar una profunda y última remodelación clasicista del recinto superior, pero la prematura muerte del monarca canceló los planes. La reina Ana estaba a gusto en el castillo y trató de dotarlo de un buen jardín y para ello encargó a Henry Wise que comenzara a trabajar en el jardín Maastricht bajo la Terraza Norte, pero nunca fue completado. Ana también creó la carrera de caballos de Ascot y dio inicio a la tradicional procesión anual Royal Ascot desde el castillo.

### SigloXVIII

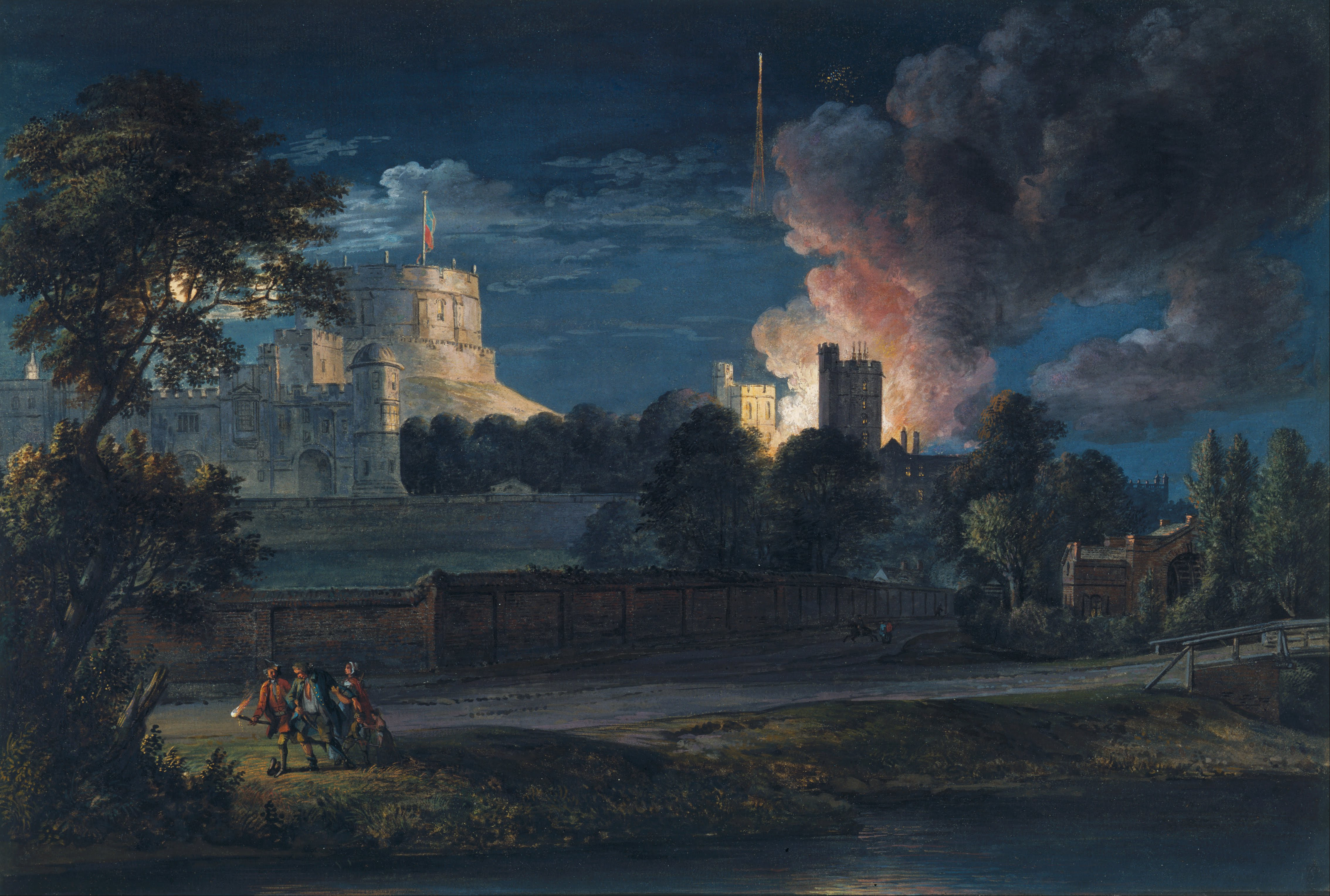
El castillo de Windsor desde Datchet Lane en una noche de fiesta, pintura de Paul Sandby (1768).

Jorge I habitó muy poco en el castillo de Windsor, pues prefería sus otros palacios de St. James, Hampton Court y Kensington, al igual que su sucesor Jorge II, que prefería Hampton Court. En esta época varios de los apartamentos del recinto superior fueron entregados como «casas de Gracia y Favor» para uso de viudas de la alta sociedad o amistades de la corona. El duque Guillermo Augusto de Cumberland hizo el mayor uso de la propiedad en su cargo de guardamayor del Gran Parque de Windsor. Hacia la década de 1740 el castillo ya era una temprana atracción turística para visitantes adinerados que tenían interés por ver curiosidades como el cuerno de narval que había en el castillo. En la década de 1750 ya se vendían las primeras guías de visita de Windsor, creadas por George Bickham en 1753 y Joseph Pote en 1755. La condición de los Apartamentos de Estado se deterioró hasta tal punto que incluso el público general tuvo la oportunidad de visitarlos regularmente.
Jorge III acabó con esta tendencia tras su llegada al trono en 1760. A este monarca no le gustaba Hampton Court y le atraía el parque del castillo de Windsor, pero cuando intentó mudarse a la casa del Guardamayor se encontró con la oposición de su hermano Enrique de Cumberland, que ya vivía allí y se negaba a marcharse. En su lugar, el rey hubo de instalarse en una casa del recinto superior, luego bautizada como Alojamiento de la Reina, y comenzó el largo proceso de renovar la fortaleza y los parques circundantes. En principio el ambiente del castillo fue muy informal, con los niños correteando por sus recintos superior e inferior y la familia real paseando frecuentemente por sus alrededores. Con el paso del tiempo, sin embargo, el acceso de los visitantes se restringió.

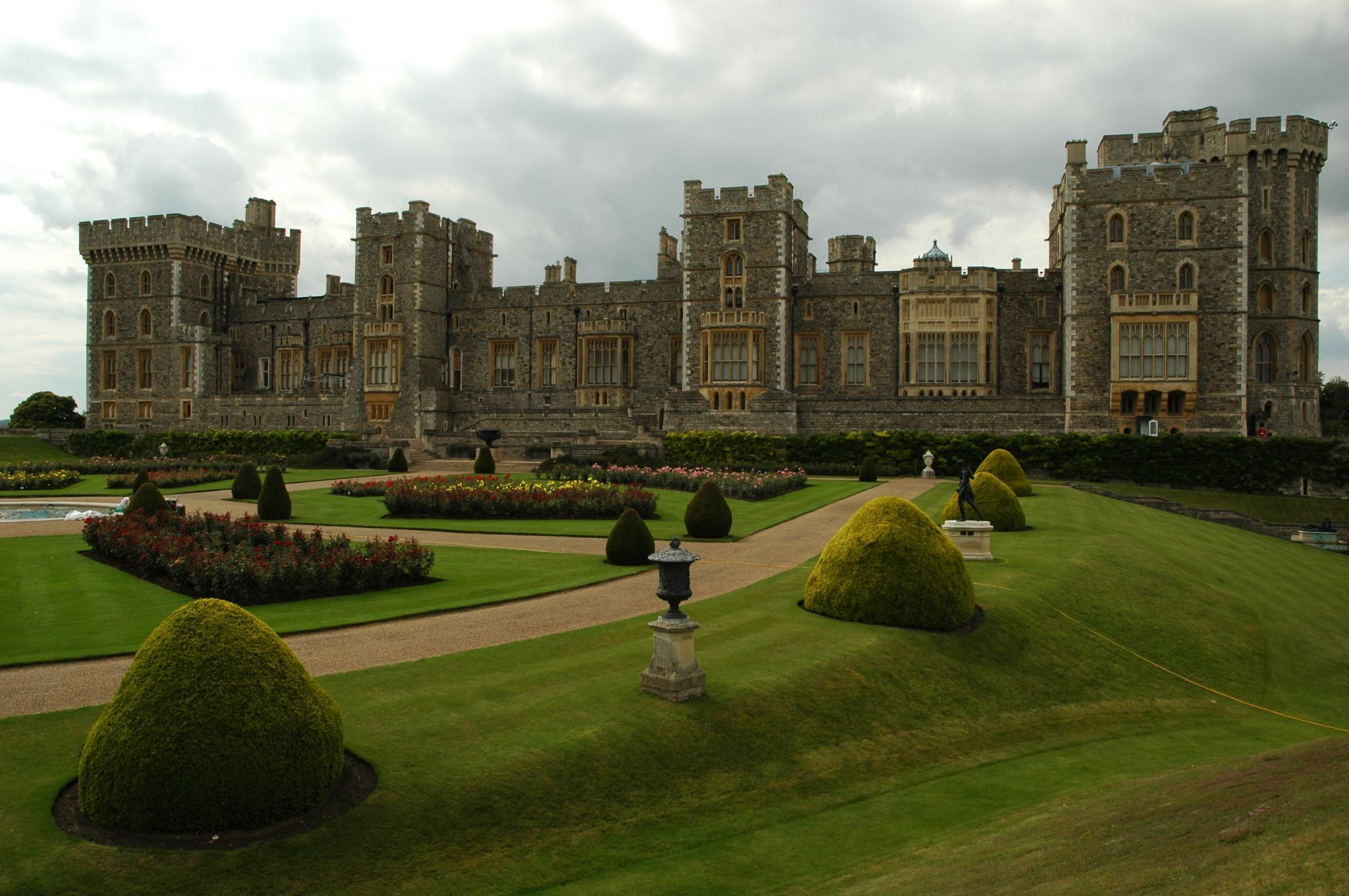
Fachada este.

El gusto arquitectónico de Jorge III cambió con los años. De joven prefería el estilo clásico, especialmente el palladianismo, pero con el tiempo se decantó por el neogótico tanto a consecuencia de que el palladianismo empezó a estar muy visto como porque el gótico comenzó a interpretarse como una moda más honesta, el estilo nacional inglés durante las luces de la Revolución francesa. En concurso con el arquitecto James Wyatt, el rey Jorge intentó «transformar el exterior de los edificios del recinto superior en un palacio gótico, pero manteniendo el carácter de los salones de estado que diseñara Hugh May». Las fachadas fueron remodeladas en estilo gótico, con nuevos torreones y almenas, mientras que en los interiores se acometieron obras de mantenimiento y se crearon nuevas estancias, entre ellas una nueva escalinata gótica que remplazó a la que May había construido en el siglo XVII, completada además con la bóveda del Gran Vestíbulo. Se adquirieron nuevas pinturas para el castillo y se trasladaron a la fortaleza colecciones de otras posesiones reales por orden del rey. El coste de estos trabajos ascendió a 150 000 libras (unos 100 millones actuales). El rey también acometió reformas en los jardines del castillo, donde creó las nuevas granjas Norfolk y Flemish y arregló el lago Virginia, grutas y caprichos.
Hacia finales de este período el castillo de Windsor se convirtió en lugar de confinamiento real. En 1788 el rey enfermó durante una cena en el castillo, se le diagnosticó locura y fue retirado de su puesto durante un tiempo en que se trasladó a Kew, donde se recuperó temporalmente. Después de sufrir recaídas en 1801 y 1804, su situación se hizo insostenible de 1810 en adelante y fue recluido en los Apartamentos de Estado del castillo de Windsor, donde los trabajos de construcción cesaron al año siguiente.

### SigloXIX

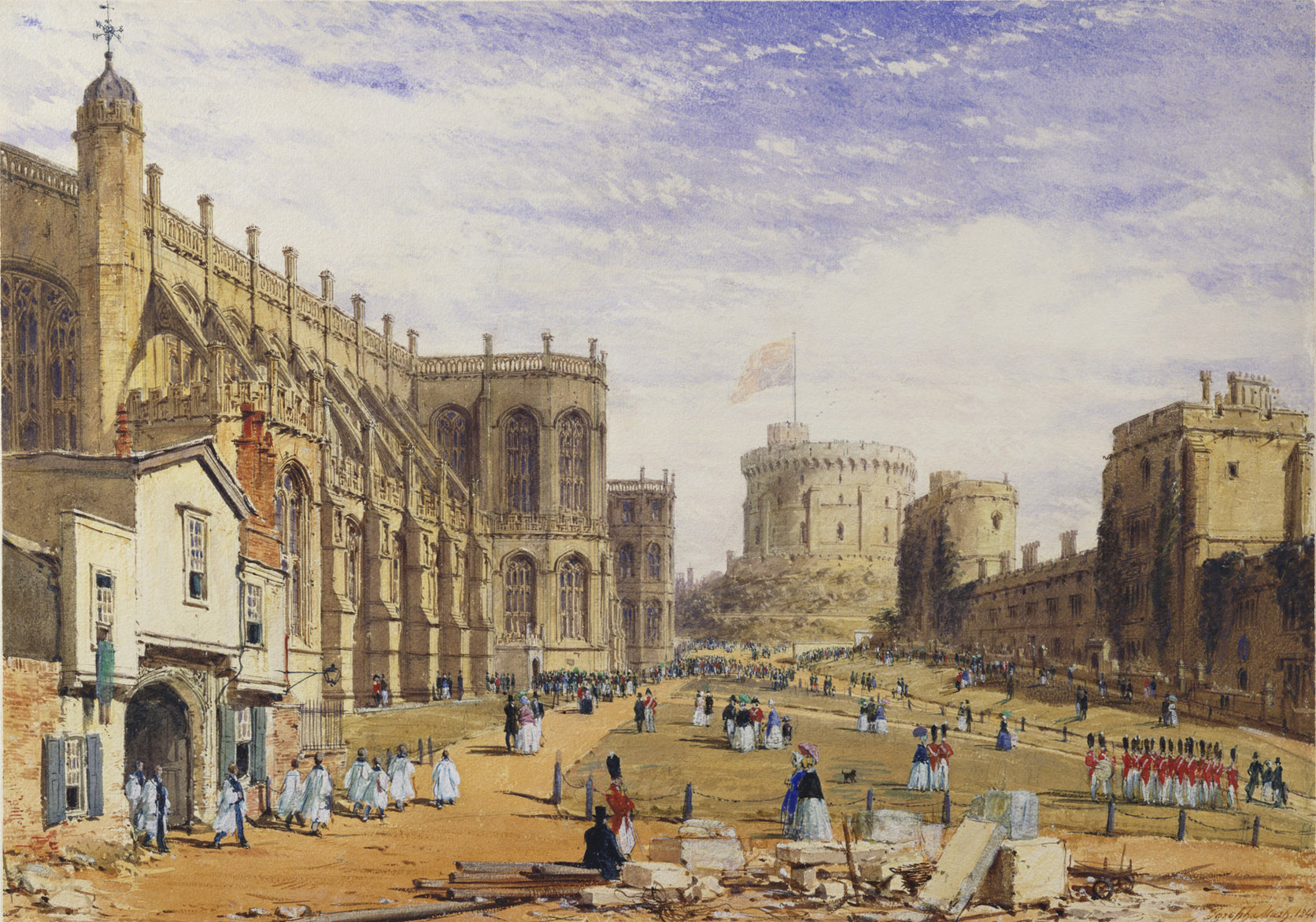
El recinto inferior en 1840, por Joseph Nash. Se ve a los Caballeros Militares acudiendo a la capilla de San Jorge en la mañana del domingo.

Jorge IV subió al trono en 1820 con la intención de crear un conjunto de palacios reales que reflejaran su riqueza y su influencia como gobernante de una Gran Bretaña cada vez más poderosa. Las casas anteriores del rey, Carlton House y el Royal Pavilion de Brighton, eran demasiado pequeñas para los grandes eventos de la corte, incluso después de sus costosas ampliaciones. Mientras era príncipe regente, en el castillo de Windsor Jorge amplió el Royal Lodge y dio inicio a un programa de modernización del propio castillo una vez que se convirtiera en rey.
Jorge consiguió que el Parlamento británico le otorgara unos fondos de 300 000 libras (245 millones actuales) para obras de restauración. Bajo la dirección del asesor de Jorge, Charles Long, se eligió al arquitecto Jeffry Wyattville y los trabajos comenzaron en 1824. Wyattville prefería la arquitectura neogótica, pero el rey, que había liderado la reintroducción del estilo rococó francés en Inglaterra en Carlton House, prefirió una mezcla de estilos y períodos para el castillo de Windsor. Las terrazas se cerraron a los visitantes para obtener más privacidad y el recinto superior se remodeló totalmente hasta su apariencia actual. La Torre Redonda ganó en altura para darle una apariencia más dramática, muchas de las estancias de los Apartamentos de Estado fueron remodeladas o reconstruidas y se levantaron torreones más altos que los precedentes. El flanco sur del recinto superior se reconstruyó para dar acomodo privado al rey lejos de los salones de estado. La estatua de Carlos II fue trasladada desde el centro del recinto hasta la base de la mota. El escritor sir Walter Scott reflejó la opinión contemporánea cuando anotó que la obra mostraba «mucho sabor y sentimiento de la arquitectura gótica», pero otras opiniones modernas, como el príncipe Carlos, han criticado el trabajo de Wyattville por representar un acto de vandalismo de los diseños anteriores de May. Los trabajos no estaban completos a la muerte de Jorge IV en 1830, pero sí se había hecho el grueso del proyecto cuando falleció Wyattville en 1840. El precio total de las obras en el castillo de Windsor ascendió a la colosal suma de más de un millón de libras (817 millones actuales).

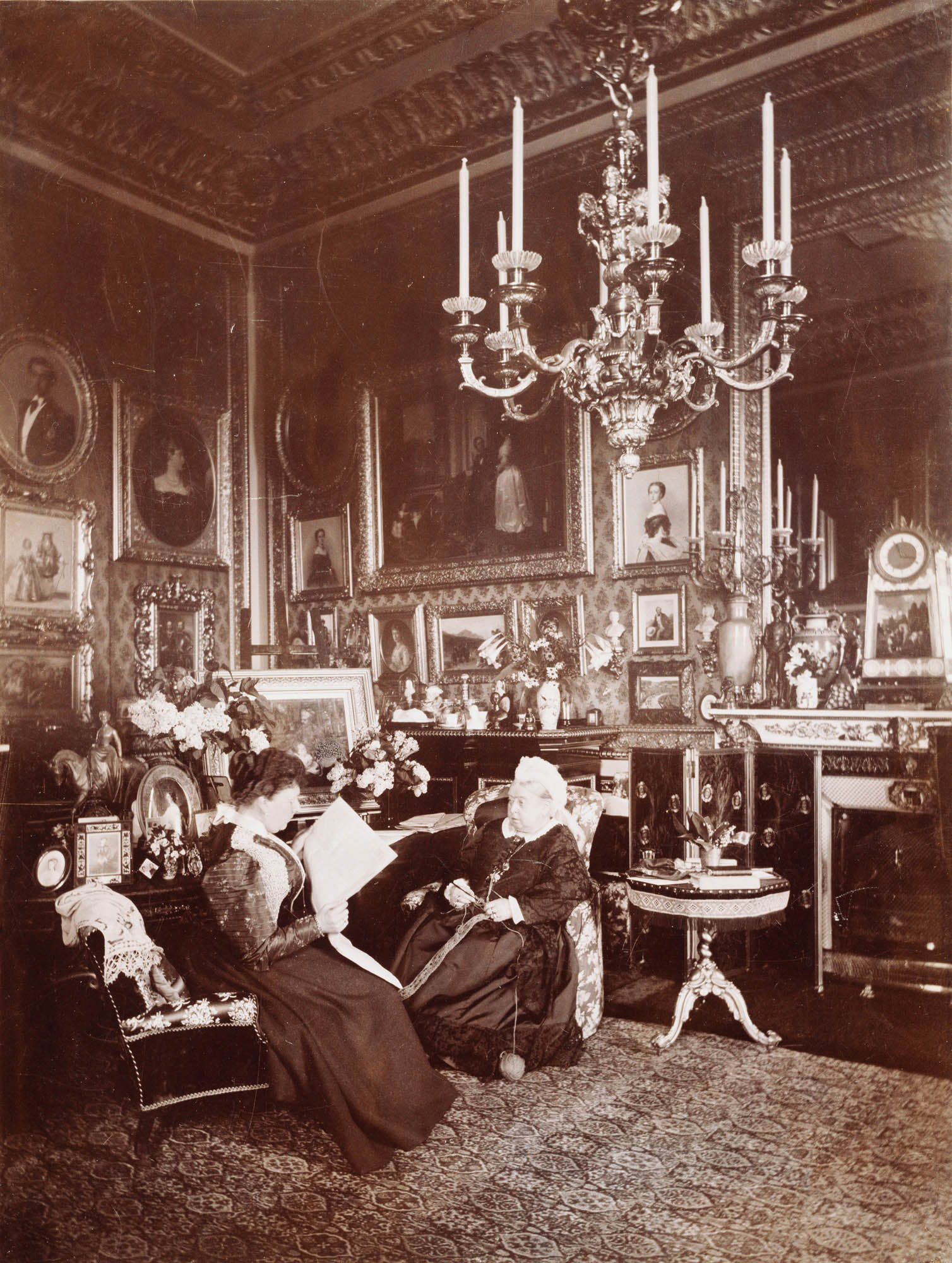
La reina Victoria y la Princesa Beatriz en un salón del castillo de Windsor en 1895. Fotografía de Mary Steen.

La reina Victoria y el príncipe Alberto hicieron de Windsor su principal residencia real, a pesar de las quejas iniciales de la reina sobre que el castillo era «aburrido y tedioso» y «como una prisión» y de su preferencia por los castillos de Osborne y Balmoral como residencias vacacionales. El crecimiento del Imperio británico y los estrechos lazos dinásticos de Victoria con Europa hicieron de Windsor el escenario de numerosas visitas diplomáticas y de estado, asistidas por los nuevos trenes y vapores de la época. No en vano, se ha dicho que el castillo de Windsor alcanzó su cima social durante la época victoriana, cuando numerosas personalidades fueron invitadas a «cenar y dormir» en él. Victoria se interesó mucho por el funcionamiento del castillo, incluidos los detalles de los eventos sociales. Pocas visitas encontraron estas ocasiones agradables, tanto por el diseño del castillo como por el exceso de formalidades reales. El príncipe Alberto murió en la Sala Azul del castillo en 1861 y fue enterrado en el Mausoleo Real levantado en Frogmore, dentro del Home Park. Las habitaciones del príncipe se conservaron exactamente como estaban en el momento de su muerte y Victoria mantuvo al castillo en estado de perpetuo luto durante muchos años, por lo que empezó a ser conocida como «Viuda de Windsor», frase popularizada por un famoso poema de Rudyard Kipling. La reina evitó el uso del palacio de Buckingham tras el fallecimiento de su esposo y en su lugar habitaba el castillo cuando sus asuntos la llevaban cerca de Londres. Hacia el final de su reinado se comenzaron a ver óperas y otros entretenimientos en el castillo, tanto para solaz de la reina como por su renuencia a aparecer en público.
Durante la época victoriana se realizaron algunas alteraciones en el recinto inferior. Anthony Salvin reconstruyó la gran escalinata de Wyattville y Edward Blore construyó una nueva capilla privada dentro de los Apartamentos de Estado. Salvin también remodeló el Comedor de Estado tras un grave incendio en 1853. Ludwig Gruner asesoró en el diseño de la Cámara de Audiencias Privadas de la Reina en la crujía sur, mientras que Blore y Salvin también hicieron reformas importantes en el recinto inferior bajo dirección del príncipe Alberto, incluidos los Cien Pasos que bajan hacia la villa de Windsor, la reconstrucción de las torres Curfew, de la Jarretera y Salisbury, las casas de los Caballeros Militares y la creación de una nueva casa del guarda. George Gilbert Scott reconstruyó totalmente el Claustro de Herradura en la década de 1870 y la Puerta Normanda se convirtió en residencia privada de sir Henry Ponsonby. Sin embargo, el castillo de Windsor no se benefició de muchos de los avances técnicos del siglo porque a Victoria no le gustaba la luz de gas y prefería las velas, mientras que la luz eléctrica solo se instaló en algunas partes de la fortaleza hacia el final de su reinado. Por ello, el castillo se hizo célebre durante la extensa época victoriana por su frío y por las corrientes de aire, aunque sí tuvo agua corriente por primera vez gracias a la conexión con un depósito cercano.
Muchos de los cambios en esta época se hicieron en parques y edificios del entorno. Se remodeló la granja Royal Dairy en Frogmore en estilo jacobino en 1853, la George III's Dairy en estilo renacentista en 1859, la granja Flemish fue reconstruida y la Norfolk renovada. En el Camino Largo se replantaron nuevos árboles para sustituir a los viejos árboles enfermos. El Acta del Castillo de Windsor y Localidades Cercanas, aprobada por el Parlamento en 1848, permitió el cierre y redirección de los viejos caminos que cruzaban el parque del castillo en dirección a Datchet y el Viejo Windsor, cambios que permitieron a la Familia Real la delimitación de una gran zona de los parques para crear el Home Park privado, sin caminos públicos que lo transitasen. Como parte de este acuerdo, la reina garantizó el acceso público al resto del parque.

### SigloXX
Eduardo VII subió al trono en 1901 e inmediatamente se dedicó a modernizar el castillo de Windsor con «entusiasmo y ganas». Muchas de las estancias del recinto superior fueron reordenadas y redecoradas por vez primera en muchos años. El rey intervino «mirando en los armarios, abriendo los cajones, limpiando las habitaciones antiguamente usadas por el príncipe consorte y que no se tocaban desde su muerte, despachando reliquias y ornamentos a una habitación especial de la Torre Redonda… destruyendo estatuas y bustos de John Brown… tirando cientos de ‘viejas fotografías coloreadas y ridículas’… [y] reordenando imágenes». Se instaló luz eléctrica y calefacción central en muchas habitaciones, se tendieron líneas telefónicas y se crearon garajes para los recién inventados automóviles. En las Olimpíadas de 1908, celebradas en Londres, la carrera de maratón empezó en la puerta del castillo de Windsor y con ello se fijó su distancia definitiva, los 42 195 metros que separaban el castillo del estadio principal. Además, en 1911 el pionero de la aviación Thomas Sopwith aterrizó con un avión en el castillo por primera vez.
Jorge V continuó el proceso de modernización gradual de la centenaria fortaleza, asistido en el menester por la reina María, muy interesada en mobiliario y decoración. María recuperó o compró muebles del castillo que se habían perdido o vendido, entre ellos muchos dispersados por Eduardo VII, además de adquirir nuevas obras de arte para engalanar las habitaciones de estado. La reina María también amaba las miniaturas y para ella se creó la famosa casa de muñecas de Windsor, con diseño del arquitecto Edwin Lutyens y mobiliario elaborado en los años 1930 por los mejores artesanos y diseñadores. Jorge V pretendía mantener un nivel de vida alto en la corte del castillo de Windsor y adoptó el lema de que todo iba a ser «de lo mejor». El castillo todavía contaba con un numeroso servicio compuesto por 660 sirvientes que trabajaban intramuros. Mientras tanto, durante la Primera Guerra Mundial, el sentimiento antialemán llevó a la Familia Real a cambiar su nombre dinástico de la Casa de Sajonia-Coburgo y Gotha por el de Casa de Windsor, nombre que el rey Jorge V tomó del castillo en 1917.
Eduardo VIII pasó poco tiempo en la fortaleza de Windsor pues prefirió habitar en la casa de campo Fort Belvedere, dentro del Gran Parque Windsor, donde había vivido mientras era príncipe de Gales. Eduardo creó un pequeño aeródromo en el castillo, en Smith's Lawn, que en la actualidad es un campo de golf. Su reinado fue de corta duración y pronunció desde el castillo en 1936 el discurso en que anunciaba al Imperio británico su abdicación y su nuevo título de duque de Windsor. Su sucesor Jorge VI también prefirió habitar en su residencia anterior, el Royal Lodge en el Gran Parque, pero acabó mudándose al castillo con su esposa Isabel. Como rey, revivió el Servicio anual de la Jarretera, en la capilla de San Jorge del castillo, a partir de los registros del siglo XVII de Elias Ashmole, pero trasladando el evento a junio, a la semana de Ascot.
Al estallido de la Segunda Guerra Mundial en 1939 el castillo fue preparado para las condiciones de tiempo de guerra, por lo que muchos sirvientes del palacio de Buckingham fueron trasladados a Windsor para ponerlos a salvo, la seguridad se reforzó y las ventanas se cegaron. Se temió mucho por los daños que pudiera sufrir el castillo durante la guerra, por lo que sus más valiosas obras de arte fueron sacadas del castillo hasta un lugar seguro, los candelabros de valor se bajaron al suelo en previsión de un posible impacto de bomba y se encargó a un pintor, John Piper, que entre 1942 y 1944 plasmara en sus cuadros el aspecto del castillo. El rey, la reina y sus hijas, las princesas Isabel y Margarita, vivieron en el castillo por motivos de seguridad y se reforzó especialmente el techo sobre sus habitaciones para protegerlas en caso de ataque. Los monarcas conducían todos los días hasta el cercano Londres y regresaban al castillo para dormir, aunque esto entonces era un secreto bien guardado y para efectos propagandísticos y morales se afirmaba públicamente que ambos vivían en Buckingham. Tras el conflicto mundial el monarca recuperó las «cenas y pernoctaciones» en Windsor a raíz de comentarios sobre que el castillo se había convertido en algo «casi como un museo vacío». Sin embargo, se necesitaron muchos años para devolver el castillo a su estado previo a la guerra.
En febrero de 1952 Isabel II subió al trono y decidió hacer de Windsor su principal retiro de fin de semana. Los apartamentos privados que no habían sido ocupados desde la época de la reina María fueron completamente renovados y modernizados para que entraran a vivir en ellos la reina, el príncipe Felipe y sus dos hijos. A inicios de los años 1990 el recinto superior estaba bastante deteriorado, en particular los Apartamentos de Estado, pues las numerosas reparaciones y reemplazos durante generaciones habían resultado en «una disminución de la riqueza inicial de su decoración» y un «desgaste gradual de su efecto vibrante original, ya que cada cambio repitió una versión más descolorida que la anterior». En 1988 empezó un programa de reparación para sustituir la calefacción y el cableado en el recinto superior, así como el refuerzo de los cimientos de la Torre Redonda a raíz de la detección de un leve hundimiento de la misma.

#### Incendio de 1992

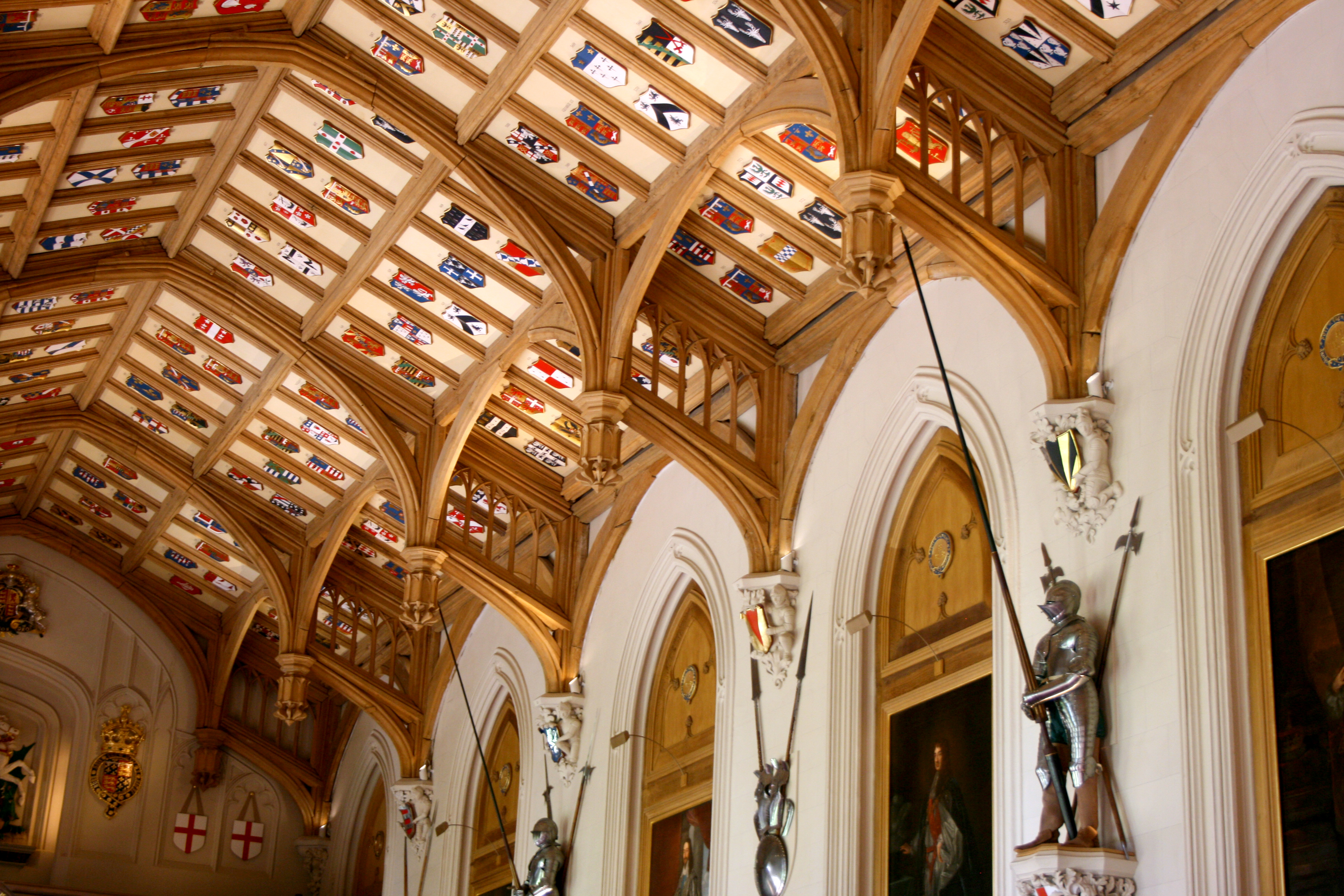
Las nuevas bóvedas góticas de madera del Salón de San Jorge, creadas tras el incendio de 1992.

El 20 de noviembre de 1992 se declaró un incendio en el castillo de Windsor que tardó quince horas en ser extinguido y causó cuantiosos daños en el Recinto Superior. Se estaba renovando entonces la Capilla Privada en la esquina noreste de los Apartamentos de Estado como parte de un programa a largo plazo dentro del castillo, y se cree que uno de los focos empleados en las obras prendió fuego a una cortina en el altar durante la mañana. El fuego se extendió rápidamente, destruyó totalmente nueve de las principales habitaciones de estado y dañó unas cien más. Los bomberos echaron agua a las llamas mientras los trabajadores del castillo ponían a salvo las numerosas obras de arte contenidas en su interior, aunque muchas de las habitaciones cercanas al foco del incendio estaban vacías debido precisamente a los trabajos, lo que contribuyó a la salvación exitosa de la mayoría de la colección. El fuego se expandió por los espacios huecos de las bóvedas y los esfuerzos para su extinción continuaron durante toda la noche, un riesgo enorme para los doscientos bomberos que luchaban contra él. Hasta la tarde el fuego no estuvo controlado, aunque los trabajos continuaron durante la oscuridad y hasta la mañana siguiente no se declaró su total extinción. A los daños causados por el fuego y el humo hubo que sumar los del agua utilizada para su extinción, algunos de los cuales fueron más difíciles de reparar que los de las llamas.
Tras el incendio surgieron dos cuestiones importantes sobre el castillo de Windsor. El primero fue el debate político en el Reino Unido sobre quién debía pagar las reparaciones. Tradicionalmente, como propiedad de La Corona, Windsor era mantenido, y si era necesario reparado, por el gobierno británico, a lo que había que añadir que del mismo modo que otros edificios estatales, no estaba asegurado. Sin embargo, cuando sucedió esta catástrofe la prensa británica presionó con firmeza para que fuera la reina quien corriera con los gastos. Se encontró una solución según la cual el palacio de Buckingham abriría sus puertas algunas veces al año y el precio de sus entradas podría pagar las reparaciones, además de gravar el aparcamiento de automóviles en los parques que rodean Windsor. La segunda cuestión importante concernía a cómo restaurar el castillo. Algunos sugirieron que todo lo destruido debería volver a su aspecto anterior, pero otros querían que las reparaciones sirvieran para introducir diseños modernos. Se tomó la decisión de seguir los diseños previos al incendio con algunos cambios que reflejaran los gustos modernos, pero nada más iniciarse las obras surgió el problema de si atenerse a unos estándares de restauración «auténtica» o «equivalente». Finalmente se usaron métodos modernos para reproducir la apariencia del castillo anterior al fuego, en parte debido a su menor precio, y el programa de restauración se extendió hasta 1997 con un coste total de 37 millones de libras (más de 50 millones actuales).

### SigloXXI
El castillo de Windsor es propiedad de la Occupied Royal Palaces Estate en nombre de la nación, pero es gestionado por la Casa Real.  Es el castillo habitado más grande del mundo y el ocupado con mayor antigüedad de toda Europa, además de seguir siendo una residencia real funcional. Según datos de 2006, unas 500 personas viven y trabajan en su interior. La reina Isabel II lo usaba cada vez más como palacio real y retiro de fin de semana, además de celebrar en él banquetes de estado y eventos sociales del mismo modo que en el palacio de Buckingham. En los últimos años el castillo de Windsor ha recibido la visita del presidente Thabo Mbeki de Sudáfrica, del rey Abdalá II de Jordania o el entonces presidente francés Jacques Chirac. Asimismo, la fortaleza sigue siendo un importante enclave ceremonial, como la Ceremonia Waterloo que tiene lugar todos los años en presencia de la reina, o la celebración anual de la Orden de la Jarretera en la Capilla de San Jorge. Mientras la reina habita en el castillo se celebra diariamente la ceremonia de montar guardia y todos los años parte desde la fortaleza la Procesión Real Ascot.
Durante el reinado del actual monarca británico se ha hecho mucho, no solo por mantener y restaurar el edificio, sino también por convertirlo en una de las grandes atracciones turísticas del Reino Unido, que además contiene una parte importante de la Royal Collection, que es gestionada desde él. Los trabajos arqueológicos han continuado en el castillo a partir de las limitadas prospecciones de los años 1970, con trabajos en la Torre Redonda entre 1988 y 1992 y las investigaciones tras el incendio de ese último año. En 2007 visitaron la fortaleza 993 000 turistas, lo que obliga a coordinar la seguridad del castillo con sus funciones como palacio real en uso. A fines de 2011 se instalaron dos grandes turbinas hidráulicas en el río Támesis para proporcionar electricidad al castillo y a los terrenos circundantes.